# Storia di Legnano

Lo stemma del comune di Legnano

La prima traccia documentata della storia di Legnano, comune della città metropolitana di Milano nell'Altomilanese, si riferisce a una testimonianza scritta del 23 ottobre 789 che cita il quartiere di Legnanello.
Nel Medioevo Legnano fu teatro di un'importante battaglia (29 maggio 1176), che vide l'esercito imperiale di Federico Barbarossa sconfitto dalle truppe della Lega Lombarda. Grazie a questo scontro armato, Legnano è l'unica città, oltre a Roma, a essere citata nell'inno nazionale italiano.
Legnano, che ha avuto una rilevante storia industriale, ancora nel XXI secolo è inserita in un contesto produttivo molto avanzato, che la colloca in una delle zone più sviluppate e industrializzate d'Italia.

## Origine geologica del territorio

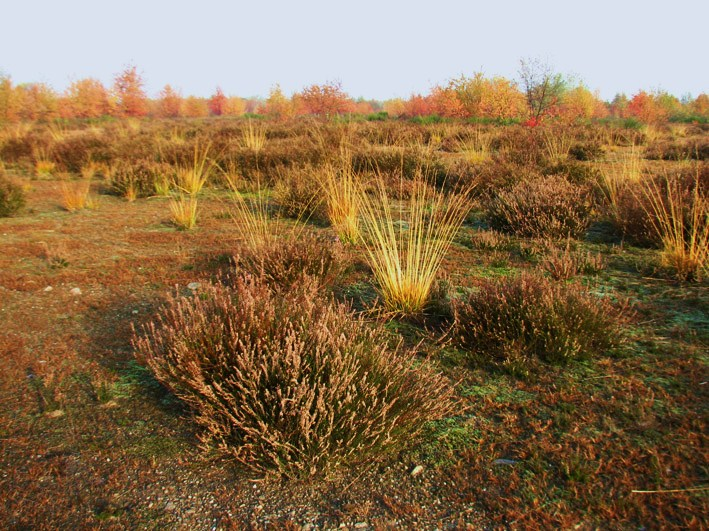
La brughiera nei pressi della Cascina Malpensa durante la fioritura autunnale del brugo. Da questa corte lombarda ha preso il nome l'Aeroporto di Milano-Malpensa

Dall'era primaria a quella terziaria il territorio appartenente a Legnano si trovò, per la maggior parte del tempo, sotto il livello del mare; per tale motivo il sottosuolo legnanese, da un punto di vista geologico, è molto vario, dato che è il frutto di ripetute e differenti stratificazioni di sedimenti che si sono succedute nel mare primordiale. La geologia del territorio di Legnano è però soprattutto legata alle glaciazioni che coinvolsero il Nord Italia nell'era quaternaria e che diedero l'aspetto definitivo alla morfologia del territorio. Durante questa era geologica si formò la Pianura padana e il suolo legnanese, in particolare, si arricchì di depositi alluvionali che furono portati dai ghiacciai e - in seguito - dai fiumi che scendevano dalle Alpi e dalle Prealpi. Nel Legnanese, in questi processi di sedimentazione, ebbe un ruolo da protagonista il corso d'acqua che attraversa la zona, l'Olona.
Per via dell'accumulo di depositi alluvionali il territorio legnanese, in origine, era costituito essenzialmente da groane, ovvero da un habitat caratterizzato da una scarsa fertilità del terreno per via della mancanza di humus e della presenza di un sottosuolo secco e sassoso, dove crescevano spontaneamente soltanto piccoli arbusti come la Calluna vulgaris, chiamata volgarmente "brugo" (da cui "brughiera", termine più comune con cui è conosciuta la groana).
Con l'arrivo dell'uomo, il suolo fu reso fertile e coltivabile grazie all'opera dei contadini e alla realizzazione di rogge e, successivamente, di canali artificiali. Dopo questi interventi, sul territorio legnanese si diffusero campi coltivati e boschi; questi ultimi erano costituiti principalmente da platani, frassini, querce, farnie, carpini, castagni, noccioli, pioppi, olmi, aceri e ontani.

## Origini del nome
Il toponimo "Legnano" ha origini incerte, visti i molteplici nomi con cui il borgo è chiamato nelle fonti storiche. L'appellativo della città potrebbe essere un aggettivo prediale e quindi sarebbe formato da una prima parte che deriverebbe dal nome del più importante proprietario terriero della zona e da un suffisso che definirebbe questa appartenenza. Nel caso di Legnano, il nome di tale possidente potrebbe essere stato Lemennius o Limenius, a cui venne aggiunto il suffisso –anum.
Questa proprietà terriera era più estesa della moderna Legnano e doveva avere le caratteristiche di un latifondo. I nomi dei comuni limitrofi hanno un'origine più recente e quindi l'antica Lemoniano, Leminiano o Lemegniano, in seguito divenuto Limnianum e infine Legnanum, si estendeva ragionevolmente su un territorio piuttosto vasto. Il suffisso –anum confermerebbe che la latinizzazione del territorio fosse completamente avvenuta. Per altre località, dove l'influenza celtica era presente in maniera maggiore, il suffisso aggiunto corrispondeva ad –acum.
Un altro studio suffraga l'ipotesi che uno degli appellativi con cui la città era conosciuta nel Medioevo (Ledegnanum) derivi dal toponimo fondiario Latinanium. Sono invece da scartare le supposizioni che farebbero risalire il nome della città al toponimo celtico Lemonianum (ovvero "luogo del bosco sacro") oppure all'aggettivo prediale Laenianum, che deriverebbe a sua volta dal nome del proprietario terriero Laenius.
Non si conosce il periodo di fondazione di questa primigenia comunità: il toponimo "Legnano" avrebbe origini almeno medievali. Secondo alcune ipotesi la genesi dell'antica Ledegnanum risalirebbe a prima della nascita di Cristo.

## Preistoria
Nei tempi più antichi gli abitanti di Legnano vissero a una certa distanza dall'Olona, su terreni che difficilmente sarebbero stati invasi dalle piene del fiume. I più rilevanti ritrovamenti archeologici scoperti nella zona, dalla preistoria fino alla dominazione romana, sono stati trovati in prossimità dei pendii della valle scavata dall'Olona; questi scavi hanno portato alla luce principalmente necropoli, spesso ricche di oggetti di uso quotidiano. 

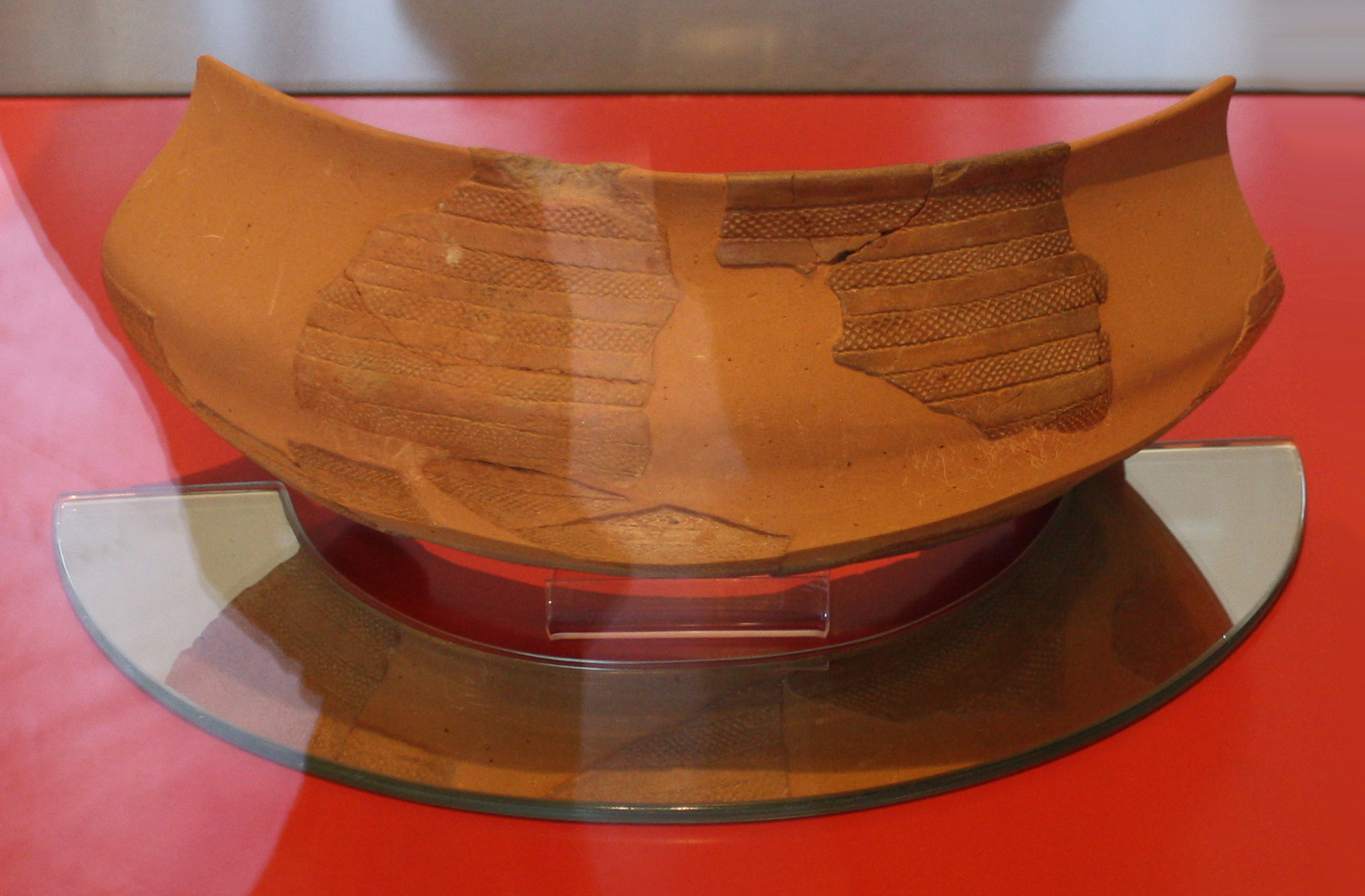
Frammento di vaso campaniforme realizzato nell'età del rame e collegabile alla cultura di Remedello: è il più antico reperto archeologico trovato nel Legnanese

I reperti preistorici più antichi scoperti a Legnano sono delle ossa di uro risalenti alla glaciazione Würm; portate alla luce in località Costa San Giorgio, sono conservati al museo civico Sutermeister. Per quanto riguarda la presenza dell'uomo, il più antico reperto antropico scoperto nel Legnanese risale a un periodo compreso tra il 3400 a.C. e il 2200 a.C. ed è venuto alla luce, insieme ad altre suppellettili di età romana, grazie agli scavi effettuati da Guido Sutermeister tra il 1926 e il 1928. Si tratta di un piccolo frammento di un vaso campaniforme realizzato nell'età del rame e collegabile alla cultura di Remedello. Trovato durante i lavori di costruzione della strada statale 527 Bustese in località "Paradiso" a Castellanza, nei pressi del confine con Legnano, è conservato presso il museo civico Sutermeister. I rapporti che queste popolazioni insediate lungo le rive dell'Olona intrattenevano con quelle di Remedello sono però perlopiù sconosciuti, nonostante sia stato ipotizzato che ci fosse un legame commerciale.
Molto probabilmente il territorio corrispondente alla moderna Legnano era già abitato in precedenza; tali popolazioni, secondo le ipotesi degli studiosi, provenivano dalla Lagozza di Besnate o dalle altre comunità palafitticole presenti sulle rive dei laghi varesini, e migrarono a sud in seguito a un forte incremento demografico.

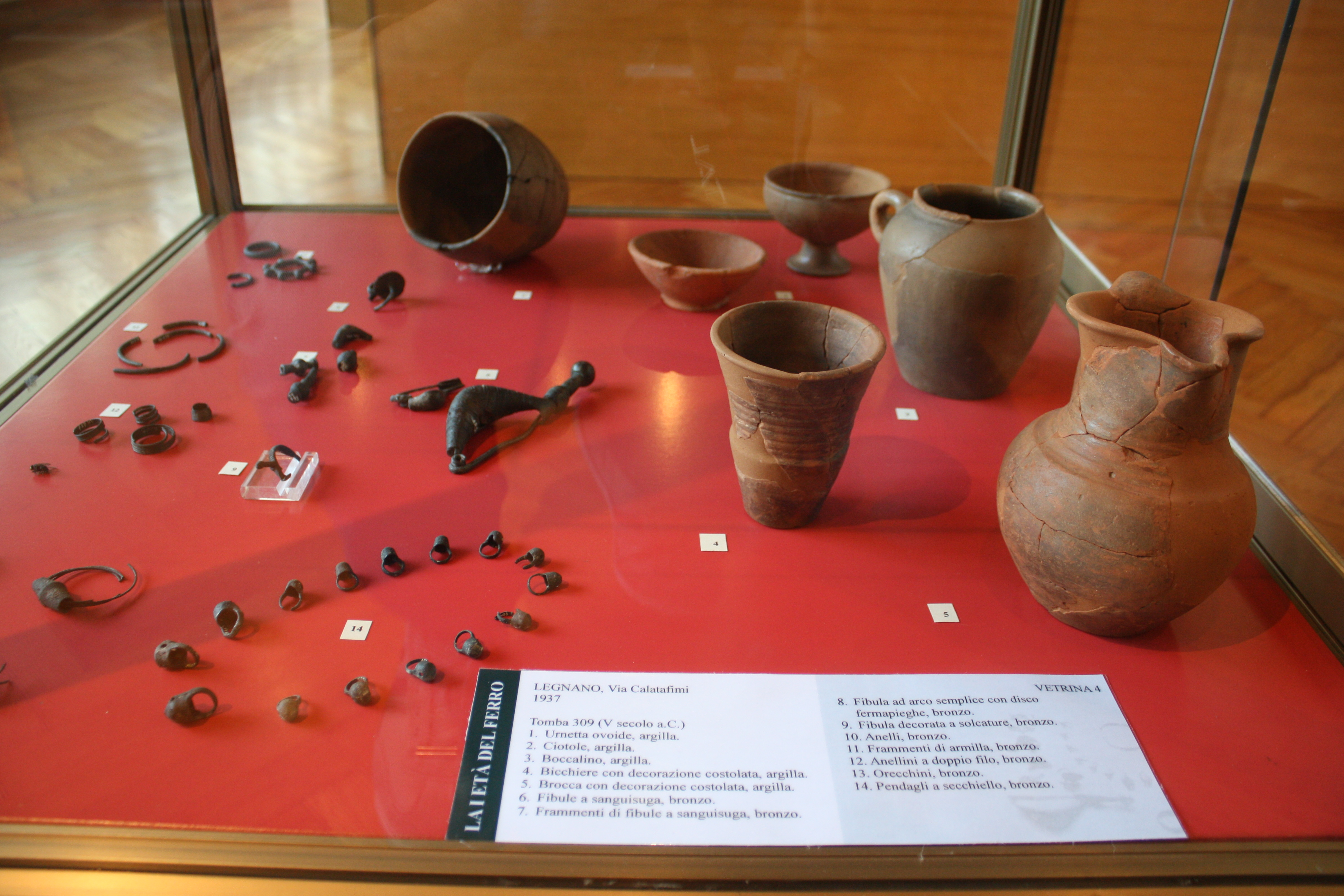
Ritrovamenti collegabili alla Cultura di Golasecca recente (V sec. a.C.) rinvenuti nel 1937 in via Calatafimi

Nel Legnanese non sono stati trovati reperti della prima età del bronzo, cioè databili tra il 2200 a. C. e il 1400 a. C.; si collocano infatti ottocento anni dopo il frammento collegato alla cultura di Remedello, i reperti archeologici appartenenti cosiddetta cultura di Canegrate. Durante i primi scavi, furono individuate 200 tombe riconducibili all'età del bronzo recente e risalenti al XIII secolo a.C., mentre ritrovamenti successivi hanno dato evidenza al fatto che questa cultura si sia sviluppata fino all'età del ferro. La scoperta di queste suppellettili a Canegrate non esclude che le popolazioni appartenenti a questa cultura preistorica fossero insediate anche sul territorio della Legnano moderna.
Negli anni ottanta del XX secolo sono venuti alla luce, tra Legnano e Castellanza, resti di abitazioni databili tra il XII secolo a.C. e il X secolo a.C.; i ritrovamenti hanno fatto ipotizzare che queste dimore fossero costituite da fondamenta in materiale sassoso, mura in legno e tetto formato da diversi strati di foglie secche. Oltre alle fondazioni delle case, sono anche stati trovati vari oggetti di uso quotidiano.
I reperti archeologici successivi, che si riferiscono a due punte di lancia in bronzo venute alla luce tra il 1892 e il 1895 a Legnanello lungo corso Sempione, sono databili tra il IX e l'VIII secolo a.C. (prima età del ferro) e sono legate alla cultura di Golasecca arcaica. A Legnano, in via Calatafimi, nel 1925 e nel 1937 sono state scoperte suppellettili che appartengono alla cultura di Golasecca, questa volta recente (VI-V secolo a.C.). Durante le due campagne di scavo sono state individuate due necropoli, all'interno delle quali erano presenti, oltre ad alcune urne cinerarie, anche degli oggetti di uso comune.

## Popolazioni preromane
In una campagna di scavi effettuata lungo corso Sempione a Legnano sono stati scoperti dei bronzi risalenti all'insediamento in pianura padana dei Celti, che sono databili tra il IV e il I secolo a.C. e che sono collegati alla cultura di La Tène. Questo non fu l'unico ritrovamento di suppellettili legato a queste popolazioni preromane: anche altri scavi di minore importanza effettuati a Legnano hanno portato alla luce oggetti che si riferiscono all'insediamento celtico nell'Alto Milanese. Nel Legnanese non sono stati invece trovati reperti collegati agli Etruschi e ai Veneti.
Le suppellettili risalenti al periodo storico immediatamente successivo alla conquista romana della pianura padana continuarono a essere caratterizzate da forti tratti celtici, che si dissolsero gradualmente fino a scomparire durante l'Età augustea, cioè fino a quando la romanizzazione della zona venne completata.

## Epoca romana

### I reperti archeologici

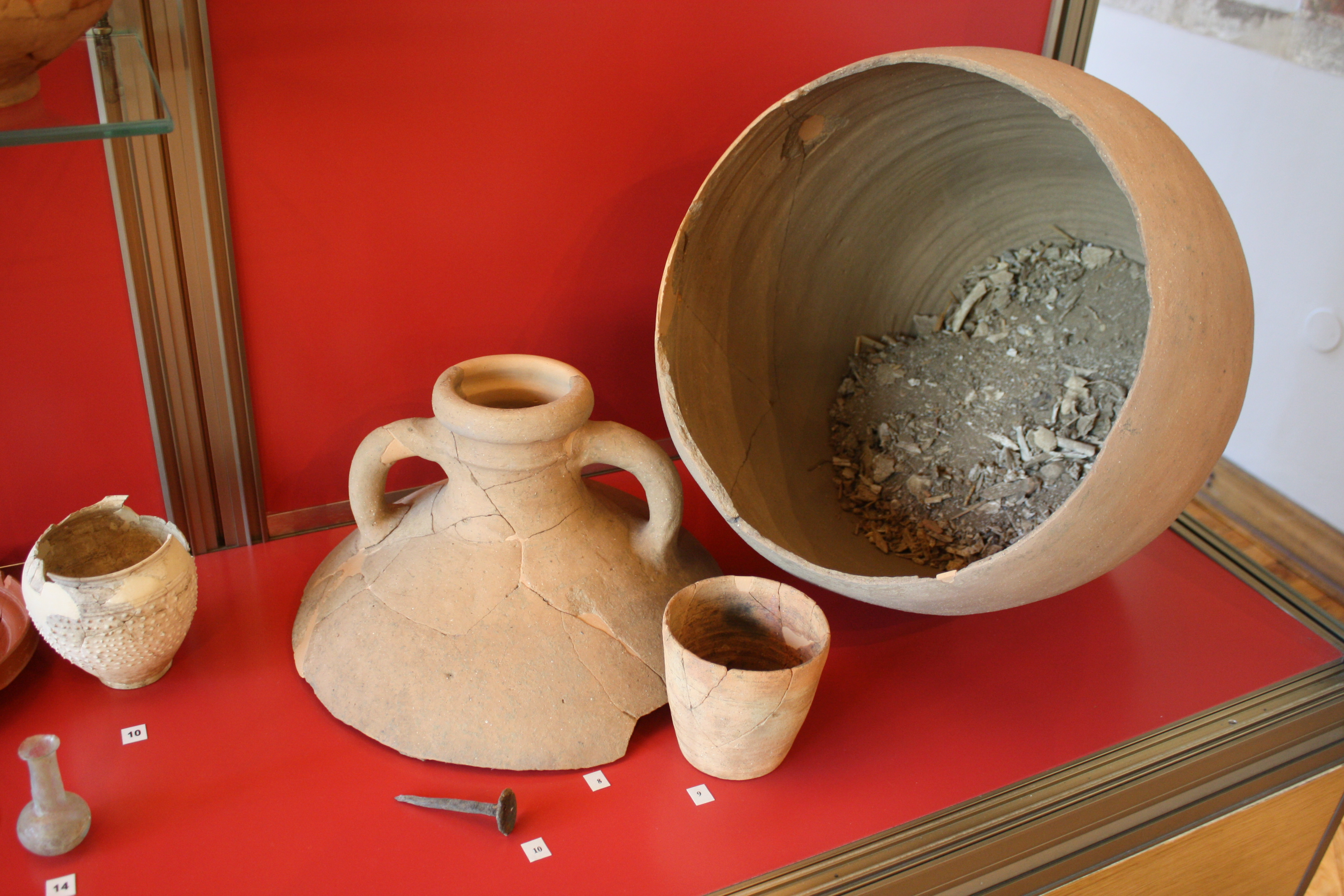
Sulla destra, ritrovamenti di epoca romana (I sec. d.C.) rinvenuti tra il 1925 e il 1926 in via Novara. Sono un'anfora in argilla segata contenente ossa combuste del defunto, un bicchiere di argilla e un chiodo in ferro

I ritrovamenti archeologici si sono poi fatti più frequenti per i reperti risalenti al periodo iniziato nel II secolo a.C., cioè quando la conquista militare romana era già stata completata. Dal tenore e dalla ricchezza dei reperti trovati, si può dedurre che la media valle Olona fosse all'epoca una rilevante via di comunicazione.
Durante numerose campagne di scavo effettuate nel XIX e nel XX secolo, sono state trovate molte suppellettili di epoca romana. In questi scavi, che sono uniformemente distribuiti sul territorio comunale, sono venuti alla luce resti murari di abitazioni, tubazioni in cotto, embrici, laterizi, necropoli, oggetti di uso comune in ceramica, metallo e vetro, monete, resti di are e di cippi votivi. Molti di questi reperti sono esposti al museo civico Sutermeister.

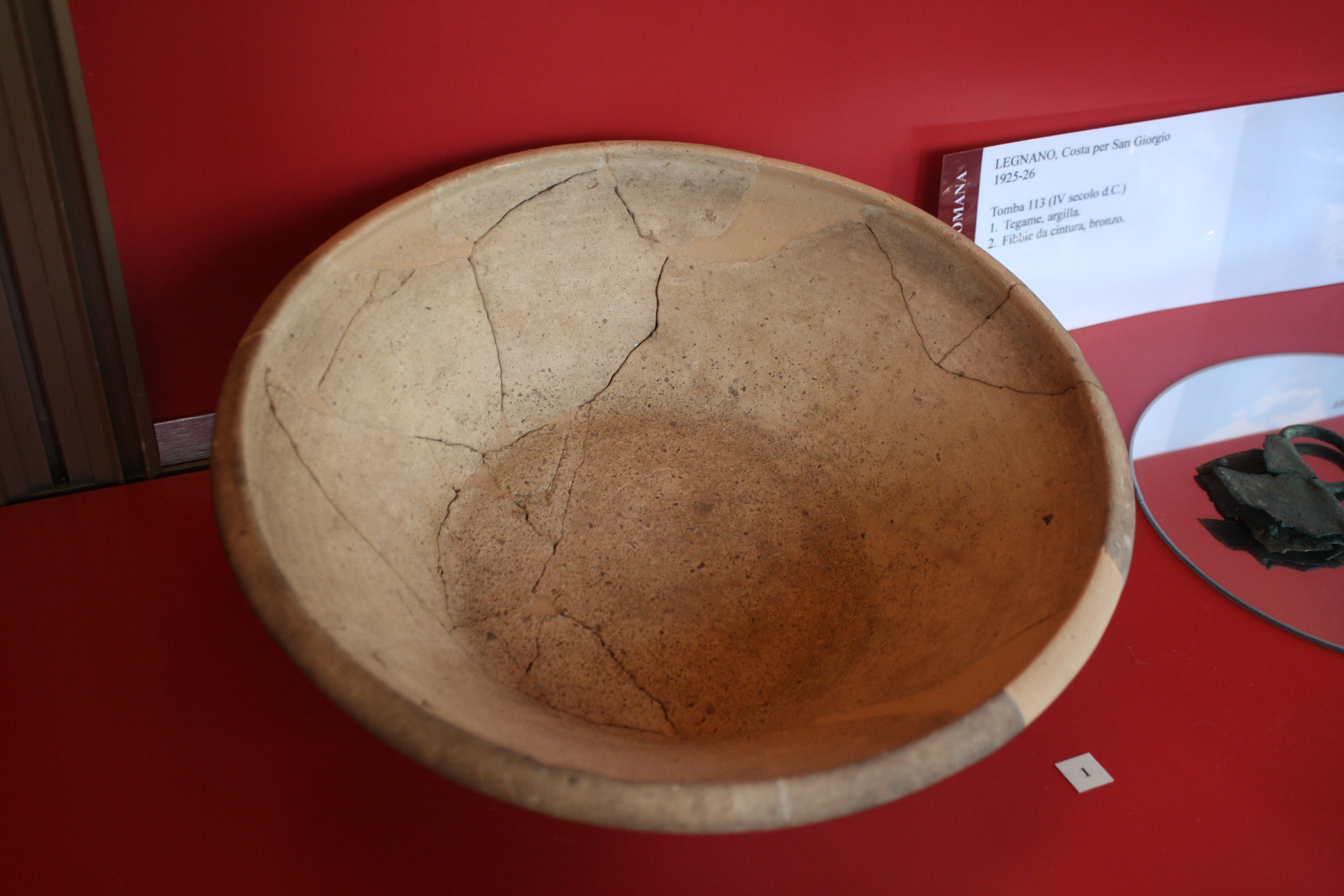
Ritrovamenti di epoca romana tardo imperiale (IV sec. d.C.) rinvenuti tra il 1925 e il 1926 nel quartiere Costa San Giorgio. Sulla sinistra un tegame in argilla, sulla destra si intravedono delle fibbie da cintura in bronzo

I più importanti reperti di epoca romana sono stati scoperti tra il 1925 e il 1926 da Sutermeister in una necropoli tra via Venegoni (all'epoca chiamata via Novara) e via Firenze. Si tratta di monete, piatti, coppe, bicchieri, balsamari, specchi, utensili in ferro trovati in un centinaio di tombe. La datazione di questi suppellettili fu eseguita grazie alle monete, che si riferivano a un periodo di tempo corrispondente ai regni di Augusto e Caligola, e quindi databili tra il I secolo a.C. e il I secolo d.C.. 
Altre tombe risalenti allo stesso periodo furono trovate nel 1985 in via Micca. Questi ritrovamenti sono costituiti da 36 tombe che contenevano, oltre alle urne cinerarie, anche oggetti di uso quotidiano tra cui alcune monete, che hanno ne permesso la datazione a un periodo compreso tra il I e il II secolo.
Sono state poi scoperte anche necropoli contenenti oggetti di tarda età romana come monete, ciottoli, coltelli, rasoi e fibbie che risalgono ai regni di Licinio e Costantino. Tra i reperti tardo imperiali, è degno di nota uno scavo effettuato nel quartiere "costa San Giorgio", dove è stato trovato materiale databile tra il I e il IV secolo; tale corredo è formato da anfore e monete.
Nel 1997, sempre nel medesimo sito archeologico di via Venegoni e di via Firenze scoperto dal Sutermeister nel 1925, sono stati trovati reperti tardo imperiali risalenti a un periodo compreso tra il II e il IV secolo. La presenza di questo ricco sito archeologico lungo una via che collega la città con Novara e la Valle del Ticino potrebbe non essere casuale: forse l'antica Legnano aveva strettissimi rapporti con le popolazioni che abitavano le aree geografiche citate.

### La Legnano romana

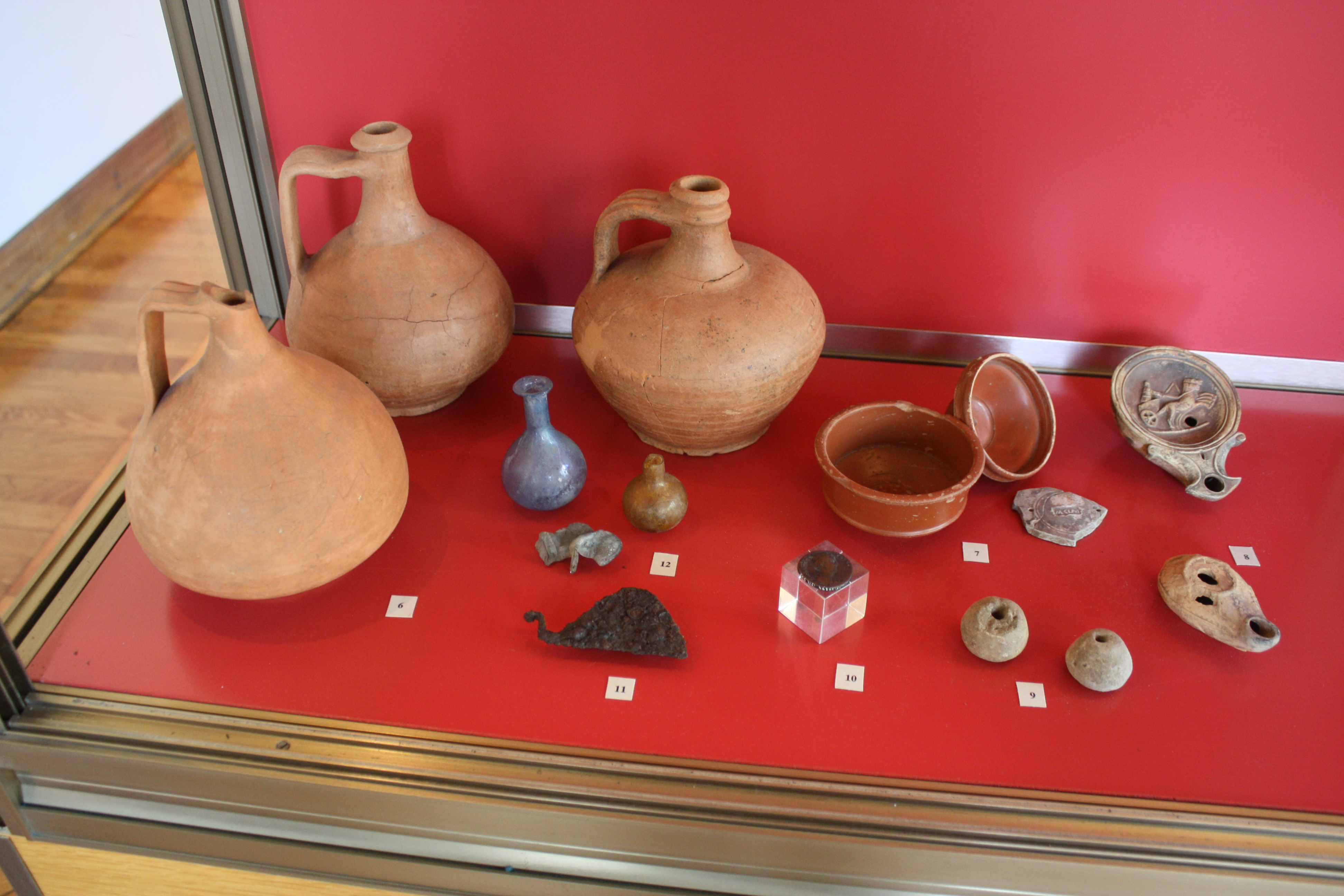
Ritrovamenti di epoca romana (II sec. d.C.) rinvenuti tra il 1957 e il 1960 presso Casina Pace. Sono olpi in argilla, coppette, lucerne, fusarole, monete, rasoi e balsamari

I Romani non perseguirono un'assimilazione forzata delle popolazioni conquistate, ma consentirono agli abitanti del Legnanese di continuare a professare la loro religione, utilizzare la loro lingua e mantenere le proprie tradizioni. La romanizzazione della zona avvenne quindi per gradi.
In epoca romana gli abitanti del Legnanese facevano parte di un'unica comunità amministrativa e non erano quindi frazionati in molteplici divisioni geografiche: la presenza a Legnano di un vicus è suffragata dall'abbondante presenza di siti archeologici. La tipologia dei ritrovamenti di epoca romana scoperti nella città del Carroccio, che sono di povera fattura, fa pensare che i cittadini meno abbienti stessero a Legnano, mentre quelli più ricchi risiedessero da altre parti, per esempio sul territorio della moderna Parabiago. In quest'ultima località è stata infatti ritrovato un reperto particolarmente prezioso, la patera di Parabiago.
Dalla tipologia dei reperti trovati si può dedurre che all'epoca i cittadini romani residenti nel Legnanese conducessero un'esistenza serena e industriosa particolarmente indirizzata verso l'agricoltura, l'allevamento, l'artigianato e la tessitura. Inoltre, considerando l'ampio periodo storico rappresentato dai reperti (dal I secolo a.C al IV secolo d.C), è assai probabile che il Legnanese fosse all'epoca un territorio molto frequentato e popoloso, perlomeno tenendo in considerazione la densità abitativa media dell'epoca.
Con la crisi dell'Impero romano, anche il Legnanese conobbe una fase di decadenza sociale ed economica. Tale ipotesi è suffragata dalla minore ricchezza dei reperti collegati al tardo Impero. Invece, da un punto di vista religioso, con l'avvento del cristianesimo, i residenti tornarono a seppellire i morti tramite inumazione. Questo tipo di sepoltura, che si ritrova nei reperti preistorici più antichi trovati nel Legnanese, venne abbandonata con la cultura di Canegrate, il cui corredo è infatti composto da urne cinerarie.
Nel complesso, considerando la discontinuità cronologica dei reperti preromani e, di contro, la ricchezza dei ritrovamenti ascrivibili all'epoca romana, si può affermare che a partire da quest'ultimo periodo storico il Legnanese passò da una presenza antropica saltuaria e contenuta, a insediamenti stanziali e popolosi. L'antico vicus, che apparteneva alla regio XI Transpadana, di Legnano era poi collegato alle zone limitrofe attraverso importanti vie di comunicazione, la più importante delle quali era una strada romana costruita nel I secolo, la via Severiana Augusta, che costeggiava l'Olona in corrispondenza del moderno corso Sempione e che collegava l'antica Milano al Verbano.

## Medioevo

### Alto Medioevo

#### I Longobardi e i Franchi

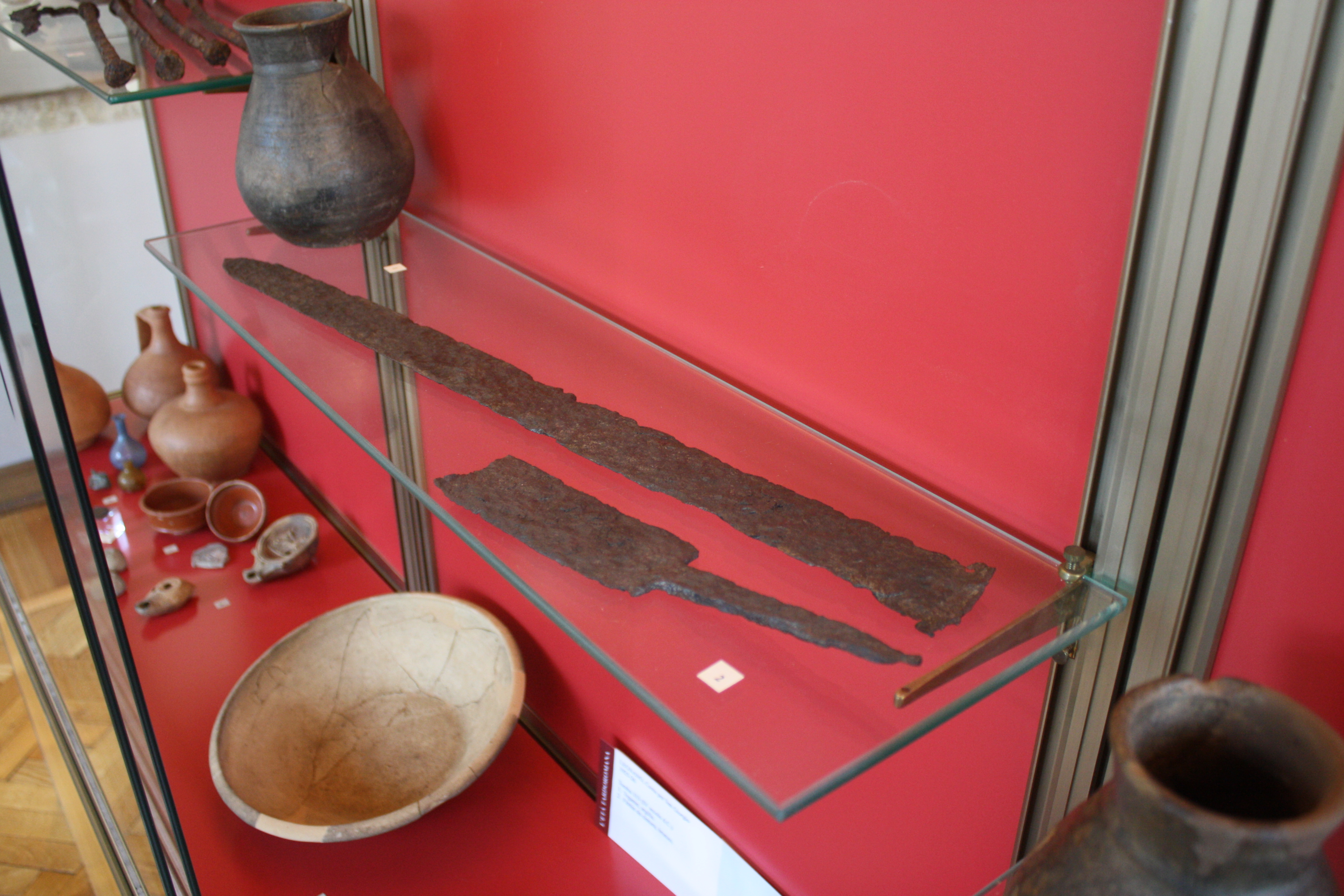
In primo piano, al centro della foto e sulla mensola superiore, ritrovamenti di epoca longobarda scoperti a Castellanza, in località Gabinella, al confine con Legnano, nel 1926. Sono un boccale d'argilla e una spada in ferro (VII-VIII sec. d.C.)

Con le invasioni barbariche i territori un tempo appartenenti all'Impero romano conobbero una fase di involuzione sociale ed economica, e il Legnanese non fece eccezione. Tra le popolazioni barbariche che invasero l'Italia settentrionale, furono i Longobardi quelli che lasciarono nella zona l'impronta più importante. L'influsso dei longobardi ebbe conseguenze anche nella lingua parlata. Ad esempio, il termine dialettale legnanese schirpa, che era in uso fino al XIX secolo e che indicava la dote della sposa, è di origine longobarda. La dominazione longobarda lasciò a Legnano anche lasciti tangibili; nel 1894, durante alcuni scavi effettuati lungo il moderno corso Garibaldi, furono trovate della armi (delle spade e un umbone di uno scudo), nel 1926, in un'area adiacente, venne scoperta una necropoli e tra il 1950 e il 1951, in zona Galleria INA, degli oggetti di uso quotidiano. Tutti i ritrovamenti sono databili al VII secolo.
Nel Medioevo Legnano era al confine tra i contadi del Seprio (capoluogo Castelseprio) e della Burgaria (probabilmente sotto Parabiago), due contee dipendenti dalla Marca di Lombardia (suddivisione territoriale derivante dai Longobardi e mutuata dai Franchi). Durante l'Impero carolingio, Carlo Magno mantenne pressoché inalterata la struttura amministrativa del Regno longobardo, rimpiazzando i duchi longobardi con i conti, che erano invece di origine franca. Nello specifico, la fortificazione di Castelseprio, fondata dai Longobardi, fu messa a capo del Contado del Seprio. Legnano originariamente gravitava intorno a quest'ultimo, sebbene è di questo periodo l'inizio del processo che porterà il borgo a essere strettamente legato a Milano anche da un punto di vista economico e militare.
Il primo documento che riguarda Legnano fu redatto durante la dominazione franca e cita il quartiere di Legnanello. Questo atto documentato si riferisce a una permuta di terreni tra Pietro I Oldrati, arcivescovo di Milano, e il monastero di Sant'Ambrogio di Milano. Tale testimonianza scritta, che è datata 23 ottobre 789, è compresa nel Codice diplomatico longobardo al numero LIV. All'interno di essa si può leggere:
(Codice diplomatico longobardo, numero LIV)
Sembra che il rione esistesse già nel 687, quando ebbe inizio la celebrazione religiosa della Candelora, che fu introdotta da papa Sergio I e che si officiava ogni 2 febbraio. Non è un caso che il documento che cita Legnanello fosse collegato ai monaci di Sant'Ambrogio. Durante il Medioevo i conventi delle città più importanti erano il riferimento dei contadini dei borghi più piccoli, a cui fornivano protezione e sostegno, e gli agricoltori legnanesi avevano come riferimento il monastero di Sant'Ambrogio di Milano. È infatti del periodo di dominazione franca la rifioritura dei centri cittadini dopo le invasioni barbariche; anche Legnano seguì questa tendenza, conoscendo una fase di crescita economica anche grazie alla ripresa dei commerci, che tornarono a sfruttare l'antica strada romana costeggiante l'Olona.
La prima menzione del borgo principale di Legnano è invece legata alla cattura di Arialdo, capo della Pataria, che avvenne all'interno del castello dei Cotta. Sulla Historia Mediolanensis scritta da Landolfo Seniore nell'XI secolo che tratta della storia di Milano nel Medioevo possiamo infatti leggere che Arialdo sia stato catturato:
(Historia Mediolanensis)

#### La Legnano altomedievale

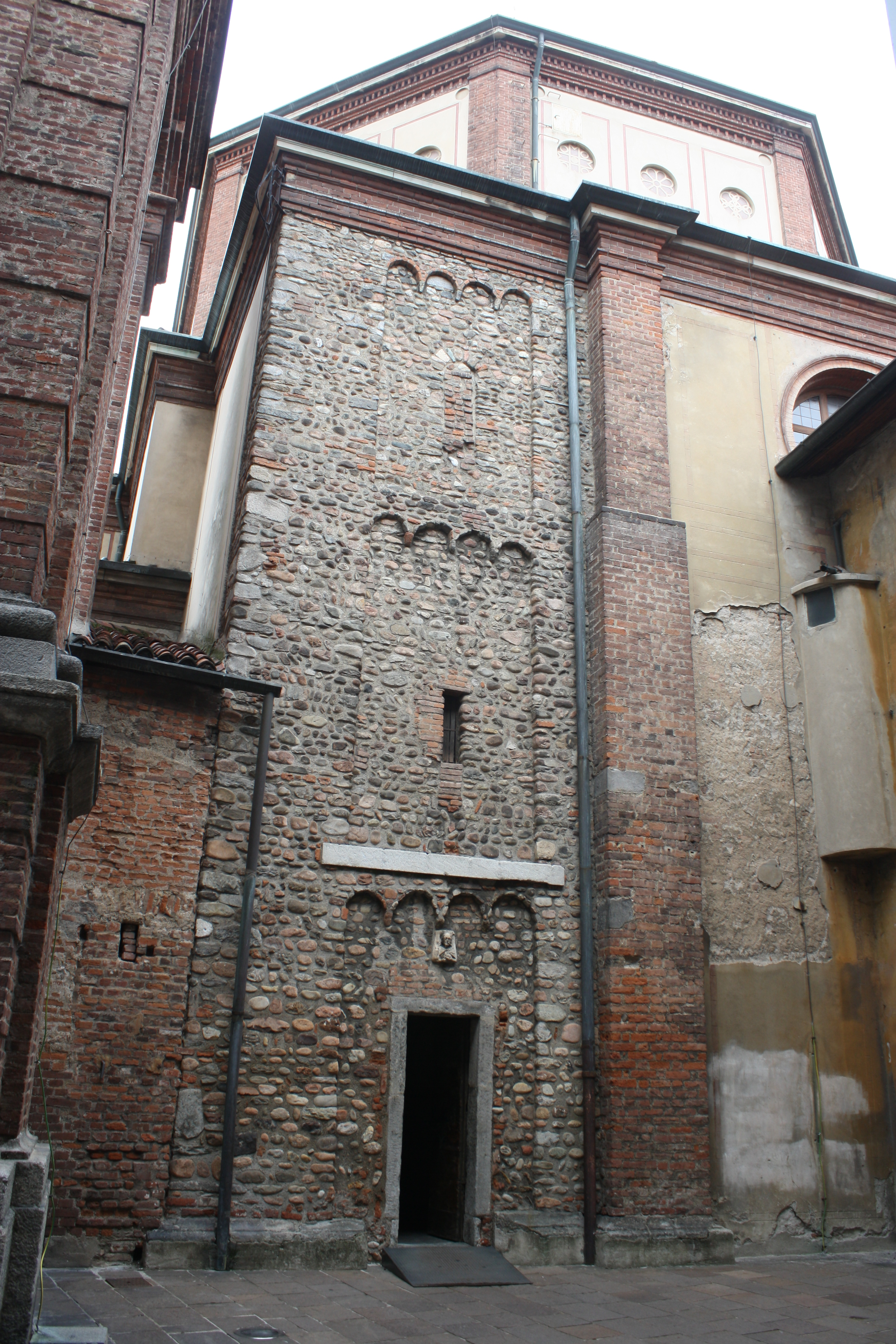
I resti del campanile romanico dell'antica chiesa di San Salvatore, ora inglobati nella basilica di San Magno, dov'è presente l'entrata laterale alla chiesa

La Legnano altomedievale era dominata da un palazzo fortificato che era servito ai legnanesi come difesa contro le incursioni degli Ungari e in seguito per difendere palazzo Leone da Perego, sede saltuaria dell'arcivescovo di Milano. Il castello dei Cotta, questo il suo nome, passò nel 1014 all'omonima famiglia, che lo fortificò in un vero e proprio castello dandogli il nome; questo maniero si trovava sull'area occupata dal moderno palazzo Leone da Perego, che è stato ricostruito alla fine del XIX secolo. La famiglia Cotta era strettamente legata all'arcivescovo di Milano attraverso i monaci del convento di Sant'Ambrogio; fu l'imperatore stesso a riconoscere il potere sul Seprio di questa famiglia e il loro legame con l'arcivescovo.
Legnano, nell'Alto Medioevo, era circondata da un fossato non molto profondo ma allagabile che aveva origine all'altezza della moderna piazza 4 novembre e che prelevava l'acqua da una derivazione proveniente da una diramazione naturale dell'Olona, l'Olonella. Descrivendo un largo perimetro, il fossato riconfluiva nel corso principale del fiume tra le moderne vie Corridoni e Ratti. All'interno di questa prima opera di difesa, esisteva un muraglione che correva, per un tratto, parallelo al fossato. Di queste fortificazioni e del castello dei Cotta si sono trovati i resti durante due campagne scavi avvenute a metà degli anni cinquanta del XX secolo tra l'erigenda Galleria INA e un'area adiacente situata poco più a nord verso corso Garibaldi.
Nell'Alto Medioevo Legnano si presentava quindi come una cittadella fortificata formata dalla chiesa di San Salvatore, cioè l'edificio religioso a cui la comunità legnanese faceva riferimento prima della costruzione della basilica di San Magno, dal castello dei Cotta, che era la sede del potere politico, e da un piccolo gruppo di case raccolte intorno alla piazza, il tutto racchiuso da mura difensive e da un fossato allagabile. La forma del centro abitato della Legnano altomedievale era ancora riconoscibile dal profilo della città disegnato sulla mappa del Catasto Teresiano, che venne realizzata nel 1722, mentre l'andamento di parte delle mura è identificabile ancora nel XXI secolo seguendo il percorso delle moderne vie Palestro, Giulini e Corridoni.

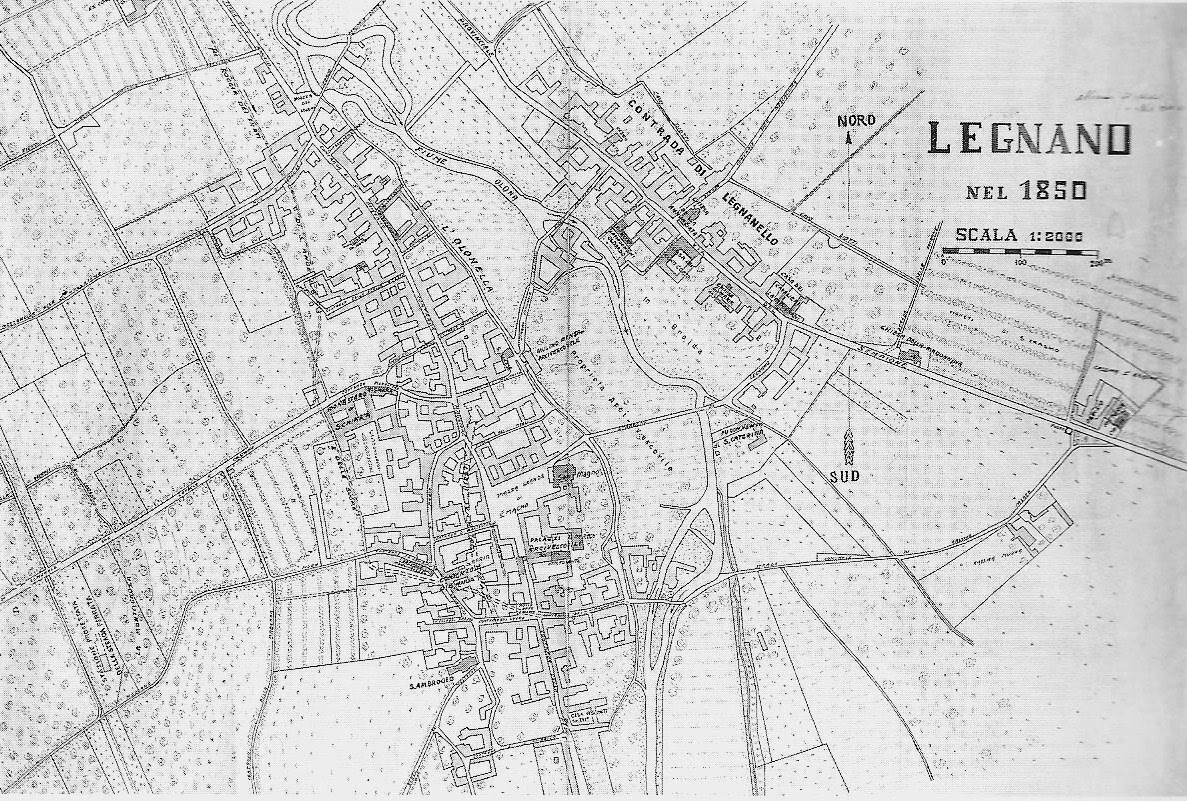
Una mappa di Legnano del 1850: si vedono ancora i due abitati di Legnano e Legnanello (all'epoca ancora distinti) divisi dall'Olona e dall'Olonella. I due centri abitati si sono poi saldati in un unico conglomerato urbano con l'espansione edilizia del XX secolo

Come testimonia il documento del 23 ottobre 789, fin dall'epoca della dominazione franca Legnano era divisa in due parti: l'agglomerato più grande e più importante ubicato sulla riva destra dell'Olona e che corrisponde al moderno centro della città (la cosiddetta Contrada Granda, in dialetto legnanese) e un borgo più piccolo, Legnanello, sulla riva sinistra del fiume. All'epoca le due comunità, che avevano un'esistenza indipendente, erano in comunicazione grazie alla presenza di alcuni di ponti. I terreni compresi tra i due abitati, che erano attraversati dall'Olonella e dal corso principale dell'Olona, erano liberi ed erano conosciuti come "Braida arcivescovile" essendo di proprietà dell'arcidiocesi di Milano; la Braida Arcivescovile restò libera da costruzioni fino al XX secolo perché era spesso allagata dalle acque del fiume. 

Palazzo Malinverni nel 1919. In primo piano sulla destra, di fronte all'ingresso del palazzo, l'Olonella prima dell'interramento.

L'Olonella aveva origine dal fiume poco prima del centro abitato principale e, dopo aver lambito il borgo principale vicino alla moderna basilica di San Magno e a Palazzo Malinverni, rientrava poco più a valle nell'Olona. L'Olonella è stata poi interrata nella prima parte del XX secolo. La Legnanello dell'epoca era costituita da poche case che erano situate lungo la strada parallela al corso principale dell'Olona nota fin dall'epoca romana (il moderno corso Sempione, conosciuto popolarmente, anche in precedenza, come "strada magna"), mentre il borgo principale era formato da un agglomerato di abitazioni che si sviluppava intorno a una piazza (la moderna piazza San Magno).
Nel Medioevo si iniziò a seppellire i morti nei pressi delle chiese. Più precisamente i nobili erano inumati all'interno del perimetro degli edifici religiosi, mentre i defunti del popolo erano sepolti in fosse comuni al di fuori delle chiese. Nel Medioevo i templi legnanesi che erano maggiormente interessati al fenomeno erano la chiesa di San Martino, la chiesa di Sant'Ambrogio e soprattutto la chiesa di San Salvatore. Il cimitero principale di Legnano era quindi ubicato nella moderna piazza San Magno, e continuò a essere adoperato anche dopo la costruzione della basilica. Successivamente fu realizzata una grande stanza sotterranea dove venivano inumati i defunti, conosciuta come "il foppone" e che venne utilizzata fino al 1808.

### Basso Medioevo

#### La Legnano bassomedievale

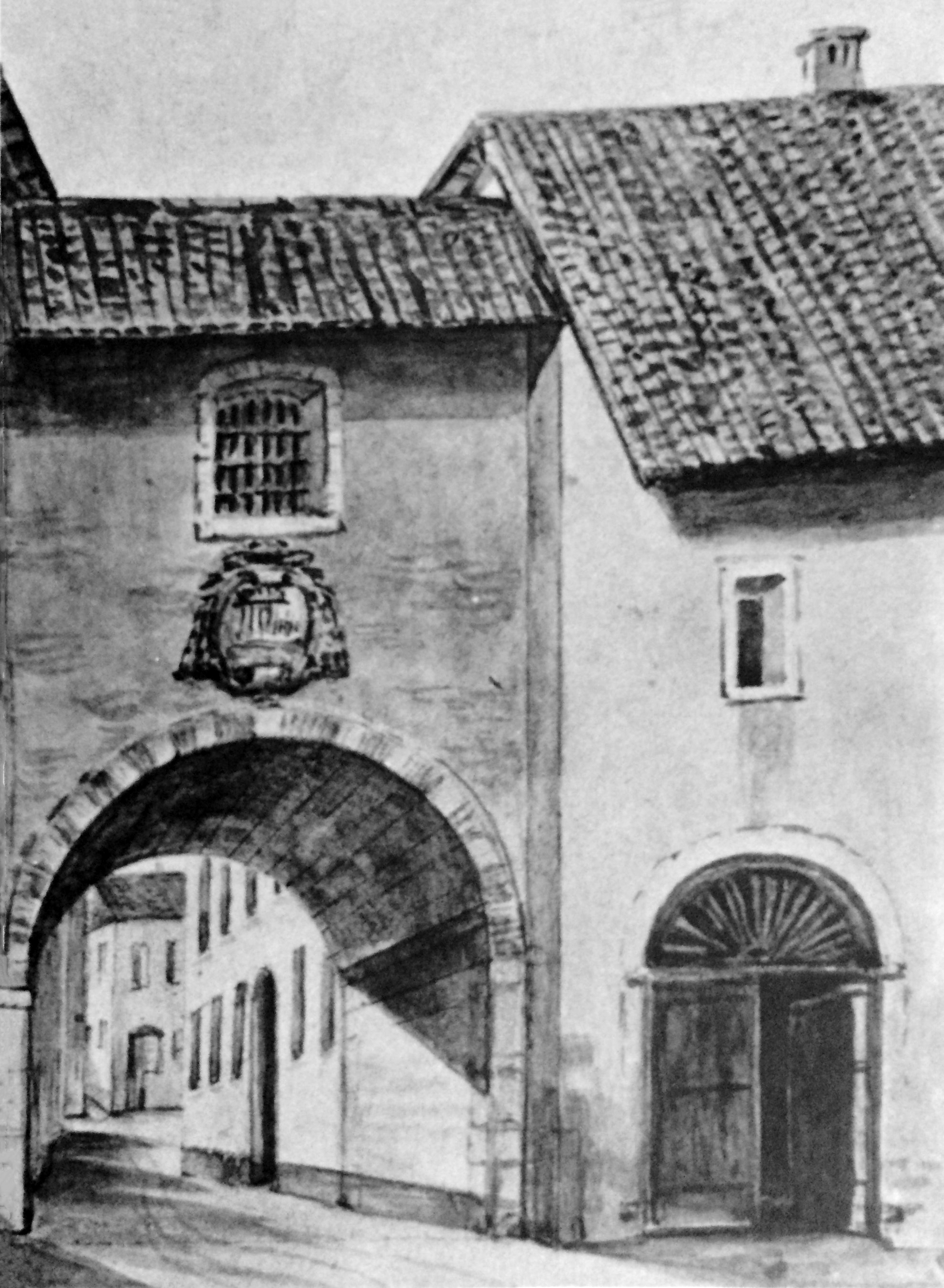
La Porta di Sotto in un acquarello del 1875 di Giuseppe Pirovano

L'agglomerato urbano principale di Legnano, anche durante il Basso Medioevo, iniziò a svilupparsi con forma allungata seguendo la direttrice tracciata da una strada che costituiva, insieme alla già citata strada realizzata dagli antichi Romani che attraversava Legnanello, il principale sistema di comunicazione con la zona circostante. La strada passante per l'abitato principale, che seguiva anch'essa il percorso dell'Olona e che corrisponde ai moderni corso Magenta e Garibaldi, attraversava l'agglomerato urbano da nord a sud; questa strada proveniva dalla valle Olona e metteva in comunicazione Castellanza, Legnano, il moderno quartiere legnanese Costa di San Giorgio e Milano; all'ingresso e all'uscita da Legnano furono costruite due porte di accesso di cui una, conosciuta come "Porta di Sotto", fu demolita nel 1818 perché rendeva difficoltosa la circolazione dei carri degli agricoltori. Era situata a sud dell'abitato, lungo il moderno corso Magenta, che all'epoca si chiamava via Porta di Sotto, poco più avanti dell'ingresso di Palazzo Leone da Perego e vicino all'antico Castello dei Cotta. La "Porta di Sotto", che era arricchita da un affresco cinquecentesco, si presentava come un'apertura ad arco al di sopra del quale era stato ricavato un passaggio coperto che collegava il complesso architettonico formato da Palazzo Leone da Perego e dall'adiacente Palazzo Visconti al castello dei Cotta e, dopo la demolizione di quest'ultimo, a una costruzione situata dall'altra parte del moderno corso Magenta. A nord era presumibilmente situata una "Porta di Sopra" della quale, però, non sono rimaste testimonianze tangibili, dato che fu verosimilmente abbattuta in tempi più remoti.

Scorcio dell'antico ospizio Sant'Erasmo

Nel Medioevo i pellegrini che percorrevano una delle vie romee diretti a Milano, la cosiddetta via romana, avevano tra le soste anche l'ospizio Sant'Erasmo di Legnano. Legnano era infatti la quarta sosta dal passo del Sempione e l'ultima prima di Milano; dal capoluogo meneghino i pellegrini si dirigevano poi a Roma oppure a Venezia, dove potevano imbarcarsi per la Terra Santa. L'ospizio Sant'Erasmo aveva quindi funzione di luogo di ricovero, di preghiera e di cura per i malati, oltre che di ospedale e orfanotrofio per gli abitanti locali.
Come è riportato in due elenchi di chiese compilati nel 1304 e nel 1389, a Legnano esistevano, oltre a San Salvatore, altri edifici dedicati al culto religioso; nello specifico erano presenti la chiesa di Sant'Agnese (che sorgeva nell'area occupata dalla sede principale della moderna Banca di Legnano e che venne demolita nel periodo di costruzione della basilica di San Magno), la chiesa di San Martino (che venne eretta nello stesso luogo di quella moderna) e la chiesa di Santa Maria del Priorato, alla quale era annesso il convento degli Umiliati. Nell'elenco del 1389 è presente anche una chiesa dedicata a Sant'Ambrogio che era situata nello stesso luogo di quella moderna. Dalla presenza di ben cinque chiese, si può dedurre che Legnano, all'epoca, fosse una comunità piuttosto attiva e operosa.
Fin dal Medioevo il borgo era ricco di mulini ad acqua. Il più antico scritto giunto sino a noi nel quale si menziona un impianto molinatorio sull'Olona è del 1043; questo mulino, che era di proprietà di Pietro Vismara, si trovava tra Castegnate e la località Gabinella a Legnano.
Già nel Medioevo Legnano non era considerato un villaggio, bensì un borgo, cioè un centro abitato fornito di una fortificazione e di un mercato. Dopo l'epoca medievale, in una data impossibile da definire a causa dell'assenza di documenti che testimonino l'avvenimento, il mercato di Legnano fu chiuso.

#### Lo scontro con Federico Barbarossa
Nel Medioevo Legnano fu teatro di un'importante battaglia. In diverse campagne militari prima del celebre scontro, l'imperatore tedesco Federico I (detto "il Barbarossa") ambiva ad affermare il suo dominio sui Comuni dell'Italia settentrionale. Questi ultimi superarono le loro rivalità unendosi nella Lega Lombarda, ovvero in un'alleanza militare presieduta da papa Alessandro III, che sconfisse l'esercito dell'imperatore del Sacro Romano Impero nei pressi di Legnano (29 maggio 1176) ponendo fine ai sogni egemonici del Barbarossa nel Nord Italia. 

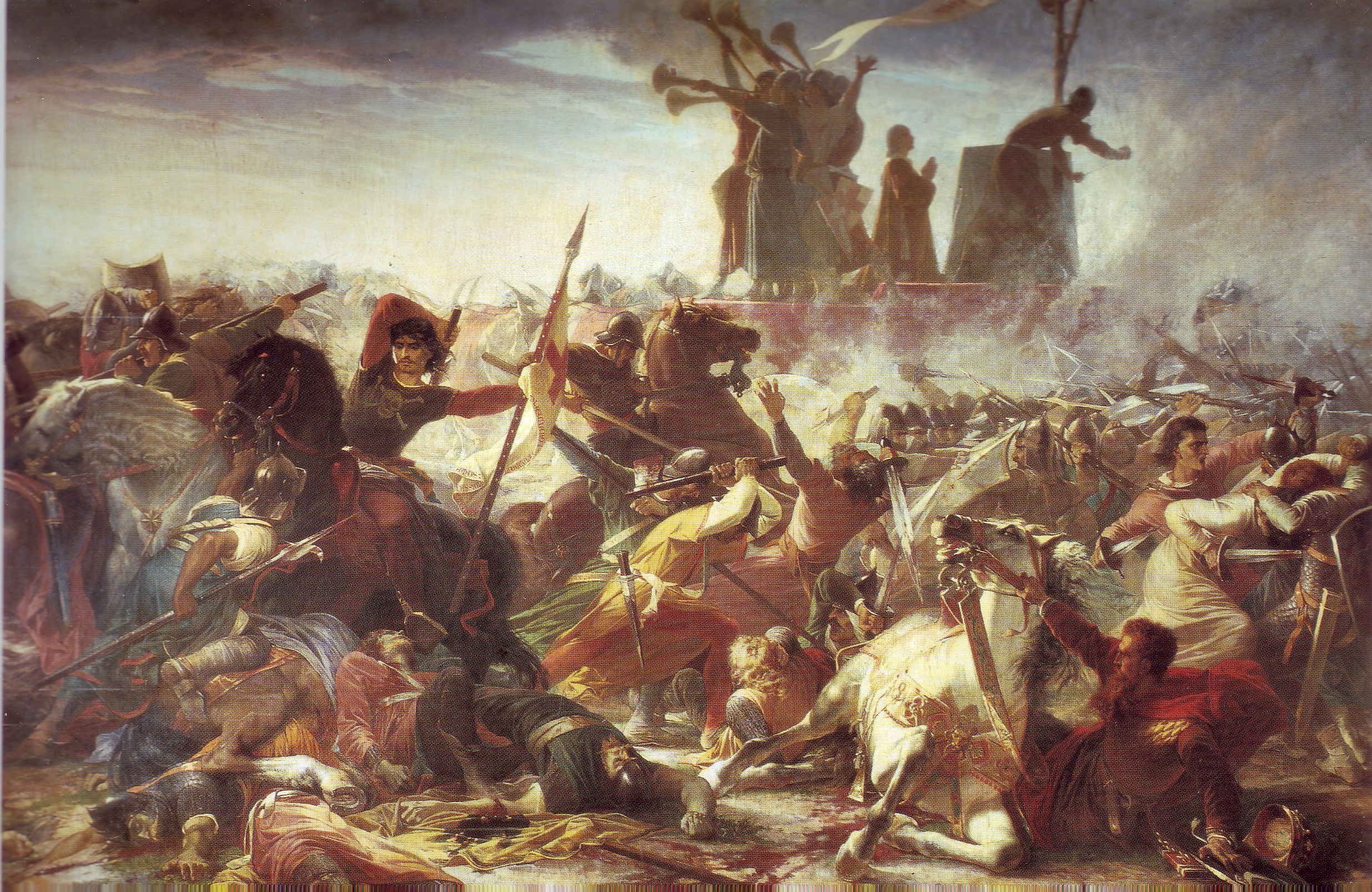
La battaglia di Legnano in un quadro di Amos Cassioli (1832-1891)

Oggi è difficile stabilire con precisione dove sia stata combattuta la battaglia. Secondo le vaghe informazioni contenute nei documenti dell'epoca, si può ipotizzare un luogo nei pressi del rione di San Martino oppure in prossimità del quartiere legnanese della costa San Giorgio, e quindi su un territorio ora appartenente anche al Comune di San Giorgio su Legnano. La scelta di cercare lo scontro con il Barbarossa a Legnano non fu un caso. All'epoca il borgo rappresentava per chi proveniva da Nord un facile accesso al contado milanese, dato che si trovava allo sbocco della Valle Olona, che termina a Castellanza; tale varco doveva essere quindi chiuso e strenuamente difeso per prevenire l'attacco a Milano, che era agevolato anche dalla presenza dell'importante strada che esisteva fin dall'epoca romana, la via Severiana Augusta.
Per questa funzione strategica, Legnano, a partire dall'XI secolo, iniziò a legarsi sempre più con Milano anche da un punto di vista economico e militare, sebbene appartenesse formalmente al Seprio. Infatti, Legnano e gli altri contadi che gravitavano intorno al capoluogo meneghino fornivano a Milano anche derrate alimentari. Milano influenzò anche il dialetto legnanese, che iniziò a differenziarsi dal dialetto bustocco. Infatti, grazie ai frequenti contatti tra le due città, il dialetto milanese iniziò a "contaminare" l'idioma parlato a Legnano. Nonostante questa tendenza, il dialetto legnanese continuò a conservare nei secoli una certa diversità rispetto alla parlata meneghina. Il legame di Legnano con Milano acuì gli attriti con Busto Arsizio, che invece continuò a essere legata al Contado del Seprio. Quest'ultimo fu annesso al Ducato di Milano nel 1395.
In questo periodo sempre più famiglie nobiliari milanesi iniziarono a soggiornare a Legnano in vari periodi dell'anno e ad acquistare immobili nel borgo. In questo modo, a Legnano, che all'epoca della battaglia era abitata da circa 1.400 residenti, cominciò a formarsi una ricca classe nobiliare; da queste casate, nei secoli successivi, avranno origine molte personalità che segneranno la vita politica e culturale di Legnano. Tra essi ci furono gli Oldradi (o Oldrendi); la prima menzione di questa famiglia è riportata su un documento datato 1173, dove si firmano come da Legniano in modo tale da ricordare e rimarcare il loro controllo sul borgo. Dagli Oldrendi discese il noto giurista trecentesco Giovanni da Legnano, che in seguito cambiò cognome diventando il capostipite della famiglia chiamata in seguito Legnani.

#### Leone da Perego e Bonvesin de la Riva
A Legnano soggiornò Leone da Perego, vescovo di Milano dal 1241 al 1257. Visse nel palazzo omonimo, dove morì il 14 ottobre 1257. In un primo momento fu sepolto nella chiesa di Sant'Ambrogio, poi la salma scomparve. Come conseguenza della battaglia di Legnano, i Comuni lombardi medievali si affrancarono dal potere imperiale e la loro popolazione ottenne la possibilità di eleggere i consoli. I precedenza, il governo delle città era detenuto dal vescovo, dai nobili e dall'alta borghesia. Ciò comportò la nascita, a Milano, di una situazione di instabilità politica e quindi Leone da Perego, che era tra i maggiori fautori del ritorno della supremazia arcivescovile sul governo della città, fu obbligato ad abbandonare a più riprese la città meneghina.
L'arcivescovo scelse spesso Legnano come sua dimora per la funzione strategica del borgo: Legnano era infatti una delle città fortificate più vicine a Milano e da essa Leone da Perego poteva controllare gli avvenimenti politici del capoluogo meneghino. Il ruolo di Leone da Perego fu poi assunto da Ottone Visconti, che diventò arcivescovo di Milano nel 1262. La lotta ora non si svolgeva più tra le classi sociali meneghine, ma tra i Della Torre e i Visconti, che si contendevano il primato su Milano. Legnano fu infatti uno dei teatri di questi scontri che videro, alla fine, la vittoria dei Visconti. I Della Torre, prima di essere sconfitti e di scomparire dalla scena politica, acquistarono a Legnano un convento che sorgeva a sud del borgo su un'isola del fiume Olona (dopo aver causato la fuga dei frati agostiniani che lo abitavano), e lo fortificarono convertendolo in una struttura militare. L'avamposto fortificato passò quindi ai nuovi dominatori, da cui prese il nome: nacque così il moderno castello visconteo di Legnano. Dopo la sua fortificazione, il castello visconteo acquisì il ruolo di baluardo difensivo del contado milanese sostituendo in tale funzione il maniero dei Cotta. Legnano, conservando la sua funzione strategica fino al XV secolo, continuò quindi a essere teatro delle vicende politiche collegate a Milano anche dopo la battaglia contro il Barbarossa. La comunità legnanese approvò, nel 1261, i suoi primi statuti, deliberazione che fece nascere, formalmente, il comune di Legnano.
Dal 1270 visse a Legnano Bonvesin de la Riva, il maggiore poeta e scrittore lombardo del XIII secolo. Nato a Milano, abitò presso il convento di Santa Caterina nella contrada Sant'Erasmo, dove scrisse una delle sue opere più note, il De quinquaginta curialitatibus ad mensam, un manuale di buone maniere da tenera a tavola. Il primo verso di tale opera recita:
(Bonvesin de la Riva)
Con questa rima, Legnano fa il suo esordio nella letteratura italiana. Riguardo a Legnano, il poeta scrisse:
(Bonvesin de la Riva)
A Legnano Bonvesin de la Riva praticava l'insegnamento e sovvenzionò, forse, la costruzione dell'ospizio di Sant'Erasmo. Fu uno scrittore prolifico, soprattutto in volgare milanese, di cui rimangono diciotto opere. Della sua produzione in latino ne restano invece solo tre.

## XV secolo

### Le famiglie nobiliari legnanesi e i loro palazzi

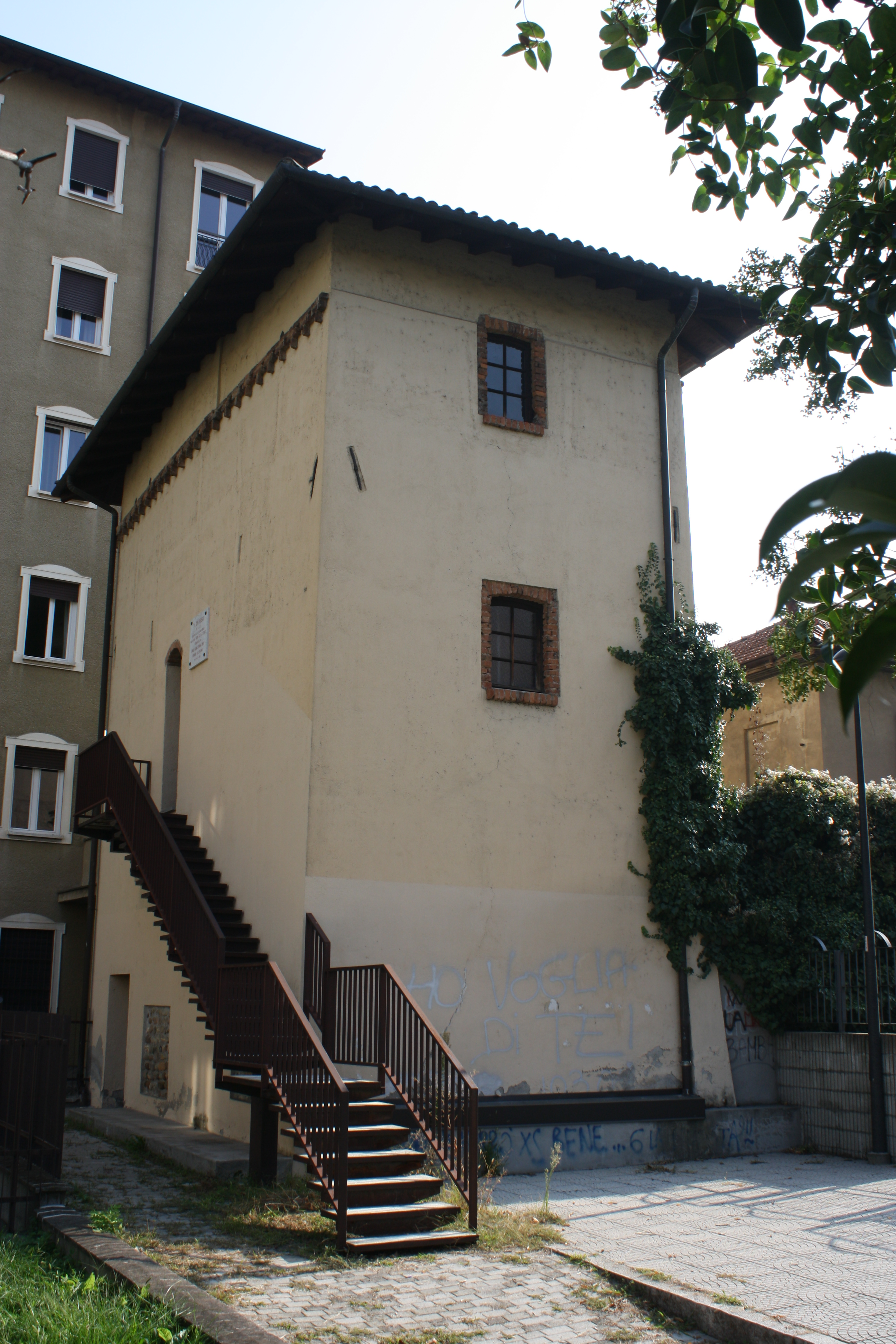
La quattrocentesca Torre Colombera

Durante il XV secolo Legnano fu dominata da diverse famiglie nobiliari. Nonostante la presenza di queste casate, Legnano non fu mai una vera e propria Signoria tant'è che il borgo legnanese, a differenza di molte comunità vicine, non fu mai oggetto di infeudazione.
Tra le famiglie nobiliari legnanesi più importanti nel Quattrocento spicca quella dei Lampugnani; il loro capofamiglia, Oldrado II Lampugnani, era un nobile di origine milanese che diventò segretario e generale dell'esercito di Filippo Maria Visconti. Allo scoppio della guerra tra i Visconti e gli Sforza per il predominio su Milano, Oldrado II Lampugnani passò dall'appoggio ai primi al supporto ai secondi, e i servigi resi a Francesco Sforza gli procurarono importanti possedimenti fondiari. A Legnano, in particolare, scelse come residenza il castello già di proprietà dei Della Torre, che rafforzò con la costruzione di nuove fortificazioni. 

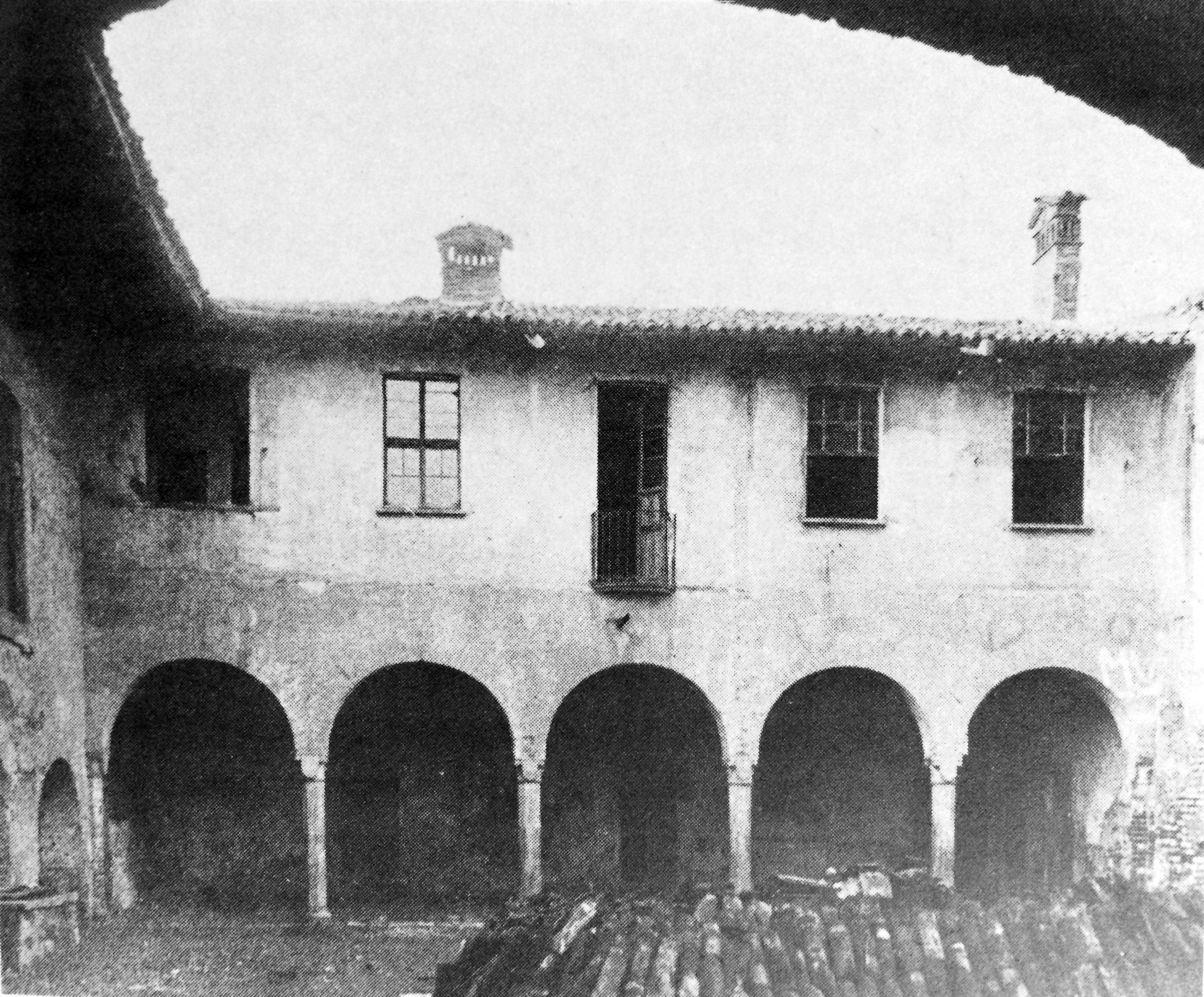
Cortile interno del maniero Lampugnani

In questo contesto, nel 1448, Legnano fu teatro di una fase degli scontri tra i Visconti e gli Sforza: parte dell'esercito di Francesco Sforza si accampò a Legnano dopo aver conquistato Abbiategrasso; grazie al sostegno di Oldrado II Lampugnani, queste truppe espugnarono poi Busto Arsizio.
A partire dal Quattrocento, oltre che dai Lampugnani, Legnano iniziò a essere dominata anche da altre famiglie nobiliari: le principali furono gli Oldrendi (o Legnani), i Bossi, i Vismara, i Visconti, i Crivelli, i Maino e i Caimi. Tra queste ultime, la più importante per possedimenti e ricchezza, oltre a quella dei Lampugnani, fu la casata dei Vismara.
Nel corso del secolo, oltre al castello visconteo e a palazzo Leone da Perego, Legnano si arricchì di molte abitazioni gentilizie. Nel XV vennero infatti costruiti il maniero Lampugnani, la casa di Gian Rodolfo Vismara, casa Corio e la casa dei pittori Lampugnani; di queste, l'unica sopravvissuta, seppur molto rimaneggiata, è casa Corio. L'unica struttura civile giunta integra sino al XXI secolo della Legnano quattrocentesca è un piccolo edificio di corso Garibaldi, che in seguito è stato inglobato in un cortile. È conosciuta come Torre Colombera ed è arricchita dai resti degli affreschi appartenenti alle menzionate case nobiliari che furono salvati prima delle demolizioni di queste ultime.

### Aspetti sociali

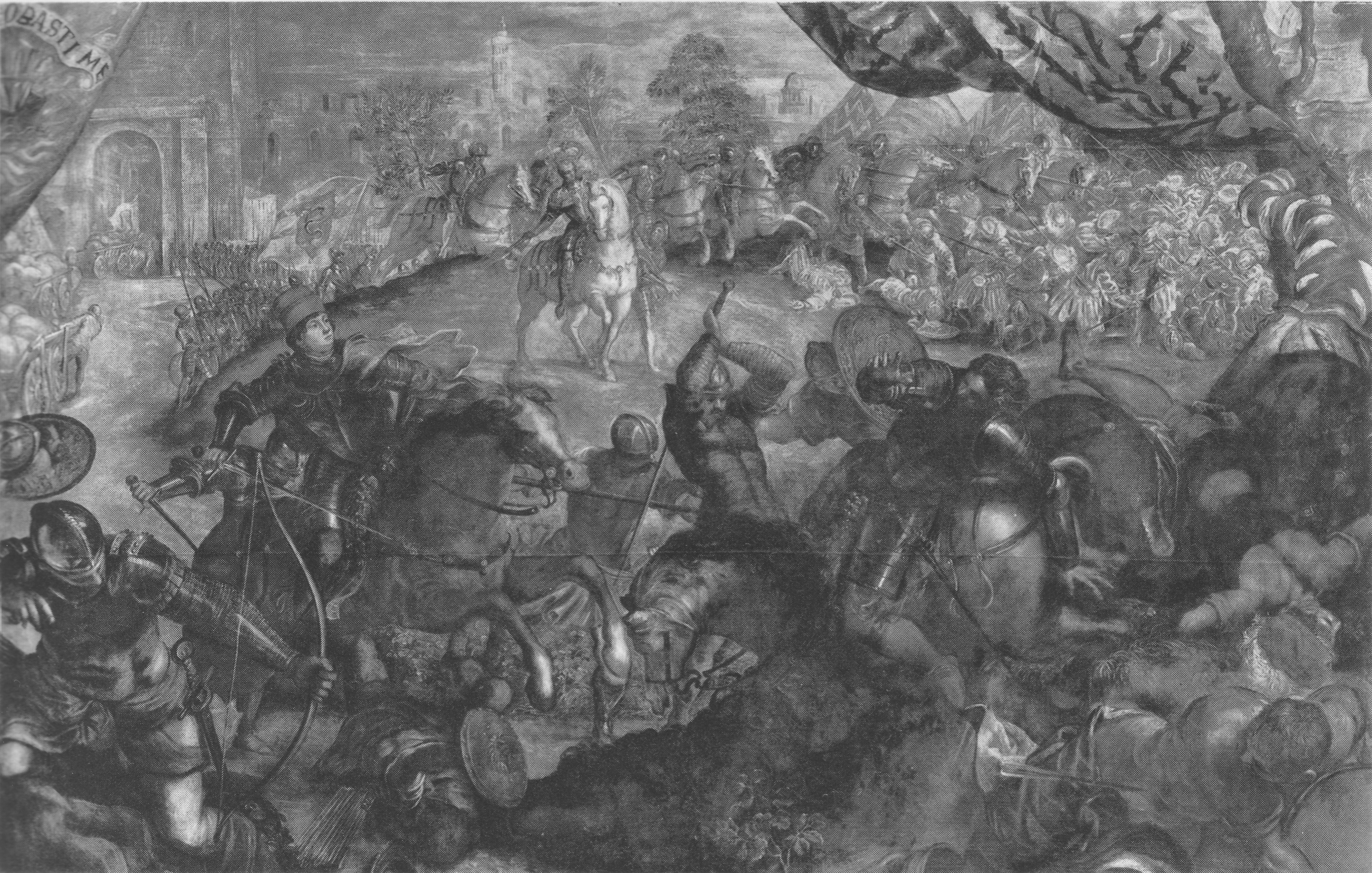
Federico I Gonzaga libera Legnano dall'assedio degli svizzeri (1478) su un quadro del Tintoretto

Un'altra caratteristica che contraddistingueva la Legnano del XV secolo erano i conventi. Nel borgo, infatti, se ne trovavano quattro di importanti, due maschili e due femminili; quelli maschili erano il convento di Sant'Angelo e il convento degli Umiliati, che aveva annessa l'antica chiesa di Santa Maria del Priorato, mentre quelli femminili erano il convento di Santa Chiara e il convento di Santa Caterina.
Il 20 giugno 1499 i legnanesi chiesero al duca di Milano che il loro mercato, chiuso in data imprecisata, fosse riaperto, ma la richiesta non ebbe seguito perché il duca era nel frattempo coinvolto in un'impegnativa guerra contro i francesi. Probabilmente fu il veto posto dai borghi confinanti a convincere il duca a negare il permesso di ricostituzione del mercato. Dato che i legnanesi furono costretti a chiedere l'intervento governativo, è ipotizzabile che il mercato che si teneva a Legnano nei secoli passati non fosse consentito ufficialmente, ma che si fosse costituito spontaneamente senza un'autorizzazione formale.

## XVI secolo

### La trasformazione in semplice centro agricolo

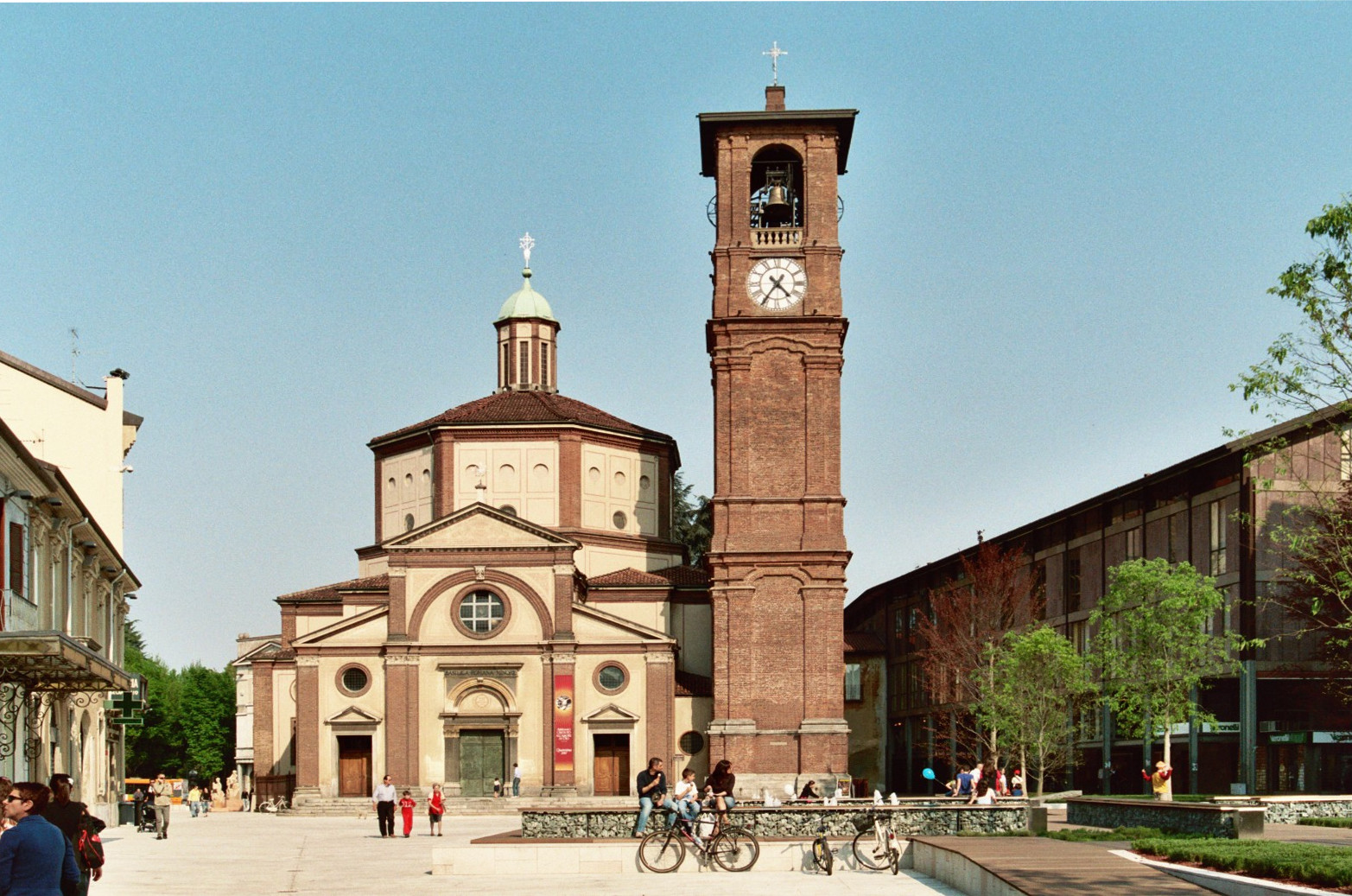
La cinquecentesca basilica di San Magno

Il secolo si aprì con un avvenimento molto importante per la storia di Legnano: nel 1504 iniziò la costruzione della basilica di San Magno. I lavori della erigenda basilica subirono un arresto nel 1511, quando della soldataglia svizzera saccheggiò Legnano e incendiò il cantiere; già in precedenza, nel 1509, militari provenienti dalla Svizzera e in guerra con il Ducato di Milano avevano devastato Legnano e Busto Arsizio.
Nel XVI secolo, nonostante i fermenti che portarono alla costruzione della basilica, il borgo conobbe una fase di declino, dato che cominciò a slegarsi da Milano perdendo gradualmente la sua funzione strategica; in questo modo, da importante avamposto militare si trasformò in semplice centro agricolo. Infatti, già dal secolo precedente, il Seprio perse il suo atteggiamento ribelle nei confronti di Milano, e quindi la presenza di truppe fisse al confine del contado milanese non era più giustificata.
L'attività principale su cui si basava l'economia di Legnano del XVI secolo era quindi l'agricoltura. I contadini legnanesi coltivano principalmente cereali (miglio e frumento), la vite e il gelso, che è alla base dell'allevamento dei bachi da seta. Gian Alberto Bossi, poeta, letterato e umanista di Busto Arsizio, descriveva così Legnano in un'iscrizione che ancora oggi è collocata su una pietra sopra la porta d'ingresso laterale della basilica di San Magno:
(Gian Alberto Bossi)

### Aspetti amministrativi

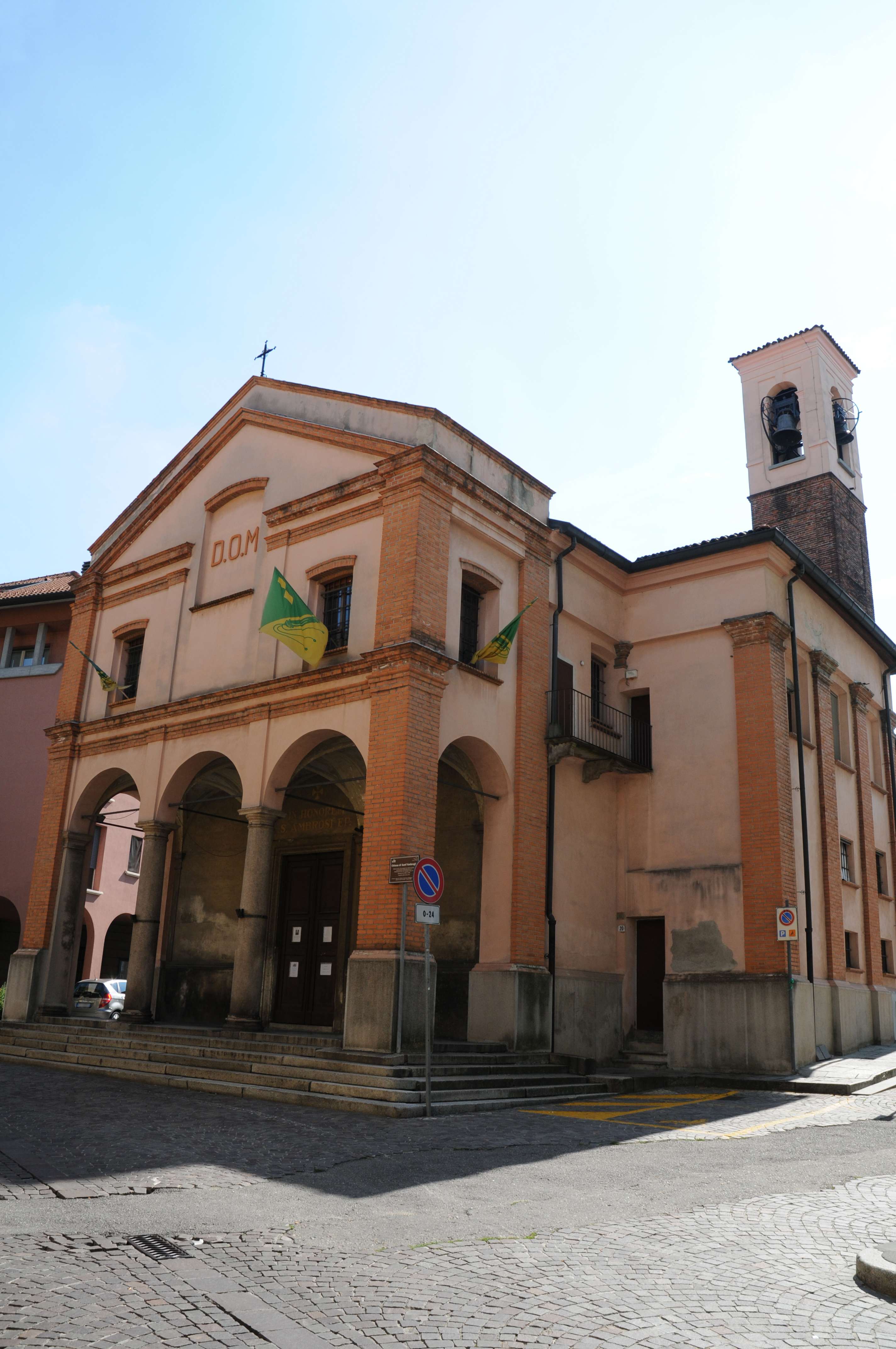
La chiesa di Sant'Ambrogio

Nel XVI secolo Legnano era suddivisa in nove "comunetti", ovvero in divisioni amministrative la cui funzione era quella di amministrare le varie parti in cui era suddiviso il territorio di Legnano. Essi erano il "comune Vismara", il "comune delle Monache", il "comune di Camillo Prata", il "comune Visconti", il "comune Morosinetto" e il "Comunetto". Ogni ente era governato dai proprietari terrieri più abbienti, che corrispondevano alle famiglie nobiliari. Esse concorrevano alla nomina di un sindaco. Quest'ultimo, che era il rappresentante della comunità, era assistito nel governo del proprio comune da due deputati e da un cursore. Fino alle riforme amministrative di Maria Teresa d'Austria a Legnano fu frequente il contrasto tra i possidenti terrieri, che erano di origine nobiliare, e i contadini che lavoravano le loro proprietà. In questo contesto, all'inizio del XVI secolo, Legnano raggiunse una popolazione di 1.500 abitanti.

### Aspetti sociali
Lo slancio religioso dopo la Controriforma sostenne offerte per la costruzione e l'ampliamento di conventi e chiese. Oltre ai Vismara, anche le altre famiglie nobiliari facevano a gara per accattivarsi il favore degli arcivescovi milanesi legando il proprio nome a opere di carità oppure a opere a beneficio della comunità. In questo contesto, il 7 agosto 1584 Carlo Borromeo decise di spostare la prepositura da Parabiago a Legnano. È di questo secolo la fondazione della più antica scuola pubblica a Legnano, che venne istituita presso la chiesa di Sant'Ambrogio nel 1570 per volere di Carlo Borromeo.
Nel 1594 la popolazione legnanese, nonostante fosse stata decimata dalle carestie e dalle epidemie di peste del 1529, del 1540 e del 1576, crebbe a circa 2.500 abitanti, che erano distribuiti in 221 case. Le famiglie erano 470, mentre il numero medio di componenti delle stesse era di cinque persone; l'età media della popolazione era invece di 27 anni. Sempre nel 1594, i mulini ad acqua a servizio dei mugnai legnanesi erano 16.

## XVII secolo

### Aspetti sociali e amministrativi
Nel XVII secolo le vicende di Legnano seguirono quelle del Ducato di Milano, che passò sotto il dominio spagnolo. La struttura amministrativa dei comunetti fu confermata anche se, per limitare le lagnanze dei contadini nei confronti della nobiltà, il governo spagnolo riformò in parte questo sistema amministrativo: vennero fissate regole di eleggibilità per i sindaci, fu stabilito che gli amministratori dovessero rendere conto al governo del lavoro compito e vennero limitate le risorse che i contadini avrebbero dovuto fornire all'amministrazione legnanese. Quest'ultima rispondeva al Contado del Seprio, che era governato da un capitano o vicario che risiedeva a Gallarate e che sovrintendeva, tra l'altro, alla giustizia e alla polizia, rispondendo direttamente all'amministrazione centrale di Milano. 

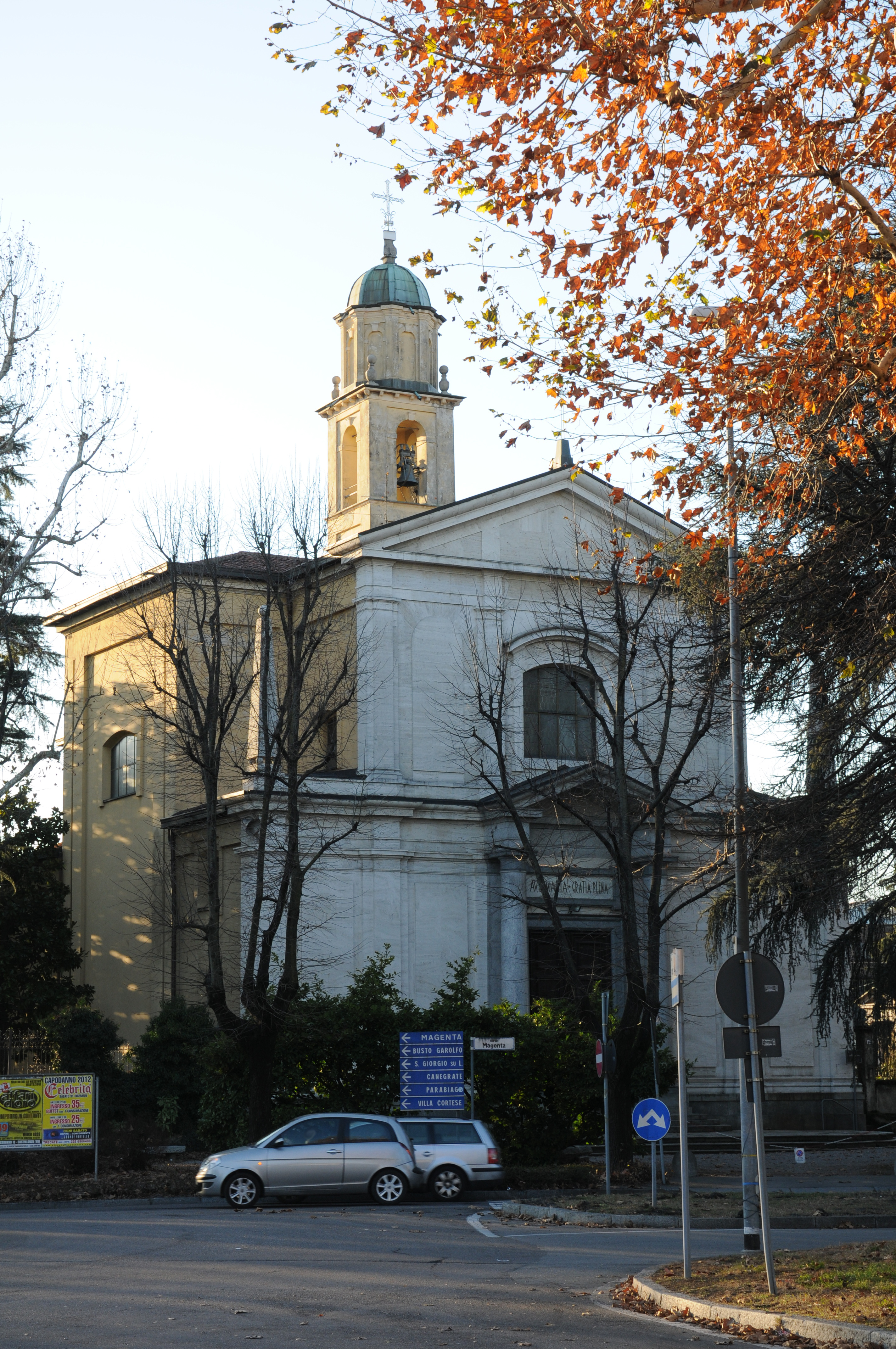
Il secentesco santuario della Madonna delle Grazie

La popolazione legnanese, secondo un censimento del 1620, ammontava a 2.948 abitanti, che erano suddivisi in 474 famiglie. In tale rilevazione statistica furono censiti anche le attività produttive, l'uso dei terreni e le dimensioni del borgo (che ammontavano a 22.994 pertiche milanesi). In base anche ad altre rilevazioni effettuate in questo secolo, la Legnano del XVI secolo appariva come una comunità basata su un'agricoltura che si fondava sulla fertilità dei terreni e sulla presenza di mulini ad acqua; tale ricchezza attirò gli eserciti di passaggio, che si accamparono spesso nei pressi di Legnano depredando e danneggiando le colture.
Nel 1627 i legnanesi chiesero nuovamente, questa volta al governo spagnolo, l'apertura di «un pubblico mercato in ciascun giorno di giovedì»: all'istanza si opposero Busto Arsizio, Gallarate e Saronno perché preoccupate di un'eventuale concorrenza, e quindi la richiesta rimase un'altra volta inevasa. In questo contesto, dal 1610 al 1650, fu costruito il santuario della Madonna delle Grazie: tale edificio religioso fu innalzato per celebrare un miracolo occorso a due ragazzi sordomuti.
Anche Legnano venne funestata dall'epidemia di peste del 1630; questa pandemia, che venne raccontata anche da Alessandro Manzoni ne I promessi sposi, falcidiò la popolazione legnanese forse mietendo, secondo alcune interpretazioni delle fonti dell'epoca, fino al 90% degli abitanti.

### Il tentativo di infeudazione e la perdita del ruolo strategico
Legnano, come già accennato, non fu mai infeudata e non venne mai retta da un podestà. Il 17 settembre 1649 i legnanesi, in seguito a calamità naturali che compromisero l'economia locale e a causa del progetto del governo spagnolo che prevedeva l'infeudazione delle terre del Ducato di Milano, furono costretti a pagare una forte somma di denaro per conservare le loro proprietà. Grazie al versamento di 6.680 lire, Legnano rimase sotto la sovranità diretta del Duca di Milano senza intermediari.
Nel Seicento continuò la progressiva perdita di importanza strategica di Legnano, che allentò sempre di più i contatti con Milano. Questo declassamento pose fine all'epoca d'oro dei palazzi signorili legnanesi costruiti nel XV secolo: queste ville nobiliari cambiarono ripetutamente di proprietà, divenendo alla fine semplici residenze di contadini, che non si curarono di conservare gli ambienti di pregio cagionando quindi la decadenza degli edifici stessi. Durante il dominio spagnolo sul Ducato di Milano, Legnano fu scelta come residenza da molti nobili iberici. Legnanello, in particolare, diventò un vero e proprio quartiere gentilizio abitato da aristocratici spagnoli.

## XVIII secolo

### Aspetti amministrativi
Nel 1714 gli austriaci subentrarono agli spagnoli come dominatori del Ducato di Milano; tra i primi atti che vennero decretati, ci fu la riforma dell'amministrazione pubblica. L'ente locale primario dell'amministrazione austriaca era la "comunità", che poteva essere suddivisa in più "comuni". Le comunità erano raggruppate in pievi le quali, a loro volta, formavano un distretto, al cui vertice c'era un cancelliere, che era il rappresentante del Governo austriaco sul territorio. Quando il borgo era di dimensioni modeste il comune era solo uno, se invece la comunità era di grandi dimensioni, era presente una suddivisione in più comuni. Legnano, in particolare, era frazionata in nove comuni: il "Comune Dominante", il "Comune Trotti", il "Comune Lampugnani", il "Comune Morosino grande", il "Comune Morosinetto", il "Comune Visconti", il "Comune delle Monache", il "Comune Vismara" e il "Comune Personale". L'ulteriore suddivisione territoriale in comuni fu in parte ereditata dall'organizzazione amministrativa che era già in atto all'epoca della dominazione spagnola. La comunità era retta dagli estimati, ovvero dai cittadini detentori di beni immobili, che erano riuniti in un "convocato", il quale nominava un "esecutivo" di tre membri. Questi ultimi designavano poi i sindaci (cioè coloro che erano a capo dei comuni) e gli esattori. La comunità di Legnano rispondeva poi giuridicamente al vicario del Seprio. 

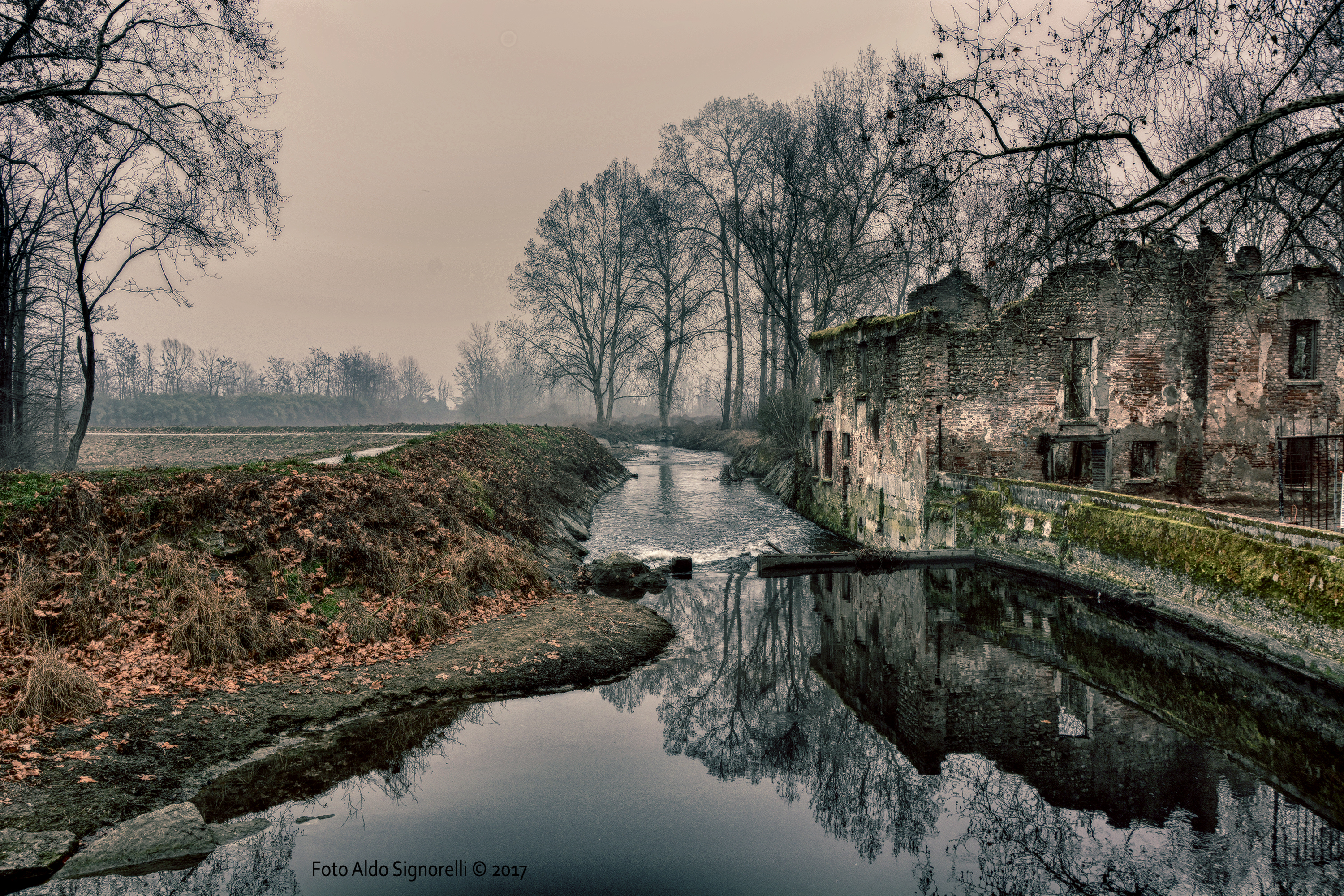
I resti del mulino Cornaggia, che si trovano a Legnano a valle del castello visconteo

Con la dominazione austriaca furono organizzati alcuni censimenti per raccogliere dati sui vari borghi che costituivano l'impero: grazie a essi, vennero determinati il profilo anagrafico e quello economico delle singole comunità. Al risultato di questo censimento fu dato il nome di Catasto Teresiano. Per quanto riguarda Legnano, nel 1723 fu registrata una superficie totale di 26.422,13 pertiche. In questo censimento vennero anche determinati gli usi dei terreni con la misura precisa delle superfici. La rilevazione statistica fu poi ripetuta nel 1749; da quest'ultima si evinceva che il numero di abitanti fosse di 2.120. Nel 1760 l'amministrazione austriaca riformò il sistema fiscale; grazie a tale aggiornamento, i proprietari terrieri ora pagavano le tasse in funzione del rendimento dei loro fondi, che era calcolato al momento del versamento degli oboli e che quindi non era costante potendo variare con il tempo. Dal 1770 al 1784 la popolazione di Legnano passò da 2.256 a 2.525 abitanti.

### Aspetti sociali
L'economia della Legnano settecentesca era prettamente agricola con colture intensive. Nel 1772 erano 12 i mulini sull'Olona che impiegavano la forza motrice del fiume per far muovere le macine. Alcuni di essi sono raffigurati nel distico di Giuseppe Bossi nella basilica di San Magno. Nei secoli successivi furono gradualmente abbandonati e gli ultimi sette vennero demoliti tra il XIX e il XX secolo dalle grandi industrie cotoniere legnanesi per venire sostituiti da impianti più moderni che sfruttavano la forza motrice del fiume con maggior efficienza. Le colture erano irrigate dalle acque dell'Olona grazie alle acque prelevate e distribuite dalle ramificazioni e dalle molteplici rogge originate dal fiume.
Oltre alla coltura di cereali, l'economia legnanese si basava anche sull'artigianato e sull'allevamento del bestiame. I legnanesi, che abitavano in cortili o case di ringhiera, facevano parte di gruppi che discendevano da diverse famiglie patriarcali. Essi erano sottoposti a mezzadria, o "colonia lombarda", sotto la supervisione del patriarca (in legnanese ragiò, conosciuto in dialetto milanese con il termine regiù), e lavoravano dei terreni coltivati che si sviluppavano dal centro del borgo alle case coloniche di periferia. I rilievi soprastanti l'Olona erano coltivati a frutteti e vigneti. I territori lungo le rogge originate dal fiume, le zone ai lati dei viottoli e i terreni al centro delle case coloniche erano destinati alla coltivazione di gelsi, che erano alla base della produzione della seta.
I bassi redditi che erano offerti dall'economia agricola incoraggiavano a integrare l'attività dei campi con altre mansioni alle quali si avvicendavano, durante la giornata, le donne. Alla sera gli agricoltori legnanesi diventavano infatti filatori e tessitori di seta, di cotone, di lana, oppure tintori. Le stoffe erano tinte in calderoni di rame con il colorante stemperato in acqua bollente. Dopo che i tessuti avevano assimilato il colorante, venivano sciacquati nelle acque dell'Olona, in corrispondenza del quale erano montate strutture di legno adeguate. Queste attività furono la premessa per la nascita dell'industria.

Il convento di Santa Chiara in via di demolizione: nel 1784 fu convertito in pellagrosario

Dopo una disposizione dell'imperatore Giuseppe II emanata nel 1786 che vietava l'uso delle fosse comuni, la comunità legnanesi fu obbligata a dotarsi di un nuovo cimitero posto fuori dal centro abitato che sostituisse il "foppone" di origine medievale. Questo nuovo camposanto ebbe una superficie iniziale di 3.000 m², successivamente aumentati a 5.500 m², e si trovava nell'area ora occupata dalle scuole Bonvesin della Riva, vicino al santuario della Madonna delle Grazie. Tra il 1808 e il 1898 accolse le spoglie di 21.896 legnanesi.
Fino alla prima metà del XVIII secolo l'istruzione fu praticata da privati, principalmente religiosi, che la esercitavano su un'esigua minoranza di legnanesi senza dipendere dall'autorità comunale. Era comunque un'istruzione che forniva solamente i rudimenti del sapere. Infatti, chi avesse voluto approfondire le proprie conoscenze era obbligato a rivolgersi a centri più grandi di Legnano. La situazione iniziò a mutare nella seconda metà del XVIII secolo con un editto imperiale emanato durante la dominazione austriaca e datato 31 ottobre 1787, che imponeva l'apertura di scuole gratuite in Lombardia. A Legnano però esisteva già, prima di questo editto, una scuola gratuita sorta grazie a un lascito testamentario del canonico Paolo Gerolamo Monti datato 15 settembre 1749. Fu organizzata presso la collegiata di San Magno, ma poteva accogliere solo poche decine di scolari legnanesi.
Di questo periodo è anche l'apertura del pellagrosario. Fu inaugurato il 29 maggio 1784 all'interno del monastero di Santa Chiara per contrastare la pellagra, malattia che era diventata comune nel Settecento a causa delle sempre più marcata diffusione del mais tra le colture. Il 2 ottobre 1795, dopo le vane richieste effettuate nei secoli precedenti, il mercato cittadino fu riaperto; secondo la disposizione governativa, il mercato si sarebbe dovuto tenere ogni martedì.
Anche Legnano fu coinvolta dagli sconvolgimenti politici e militari susseguenti alla Rivoluzione francese: dopo l'annessione della Lombardia alla Repubblica Cisalpina, i soldati francesi, durante una delle loro campagne militari, sottrassero l'argenteria dalle chiese legnanesi.

## XIX secolo

### Epoca napoleonica
Anche negli anni della dominazione napoleonica Legnano mantenne il ruolo di importante borgo agricolo. Aiutato dall'abbondanza dei raccolti, fin dal Medioevo il borgo si avvantaggiò anche dei traffici commerciali grazie alle vie di comunicazione che lo attraversavano. Fu però Napoleone a costruire la strada del Sempione, che collegava Milano a Parigi attraversando le Alpi (Passo del Sempione). Il tratto Rho-Legnano-Gallarate-Arona di questa importante via di comunicazione, che ricalcava l'antica strada romana e medievale, aiutò notevolmente a incrementare la rilevanza strategica di Legnano, seconda stazione di posta da Milano: «Passàa a Legnàn e Castelànza se va drizz in Frànza» («Passando da Legnano e Castellanza si va direttamente in Francia»), diceva infatti un modo di dire dialettale dell'epoca. Questa importante strada di comunicazione, e la posizione strategica della città all'interno del triangolo Milano-Como-Varese, gettò le basi per la futura industrializzazione del borgo. 

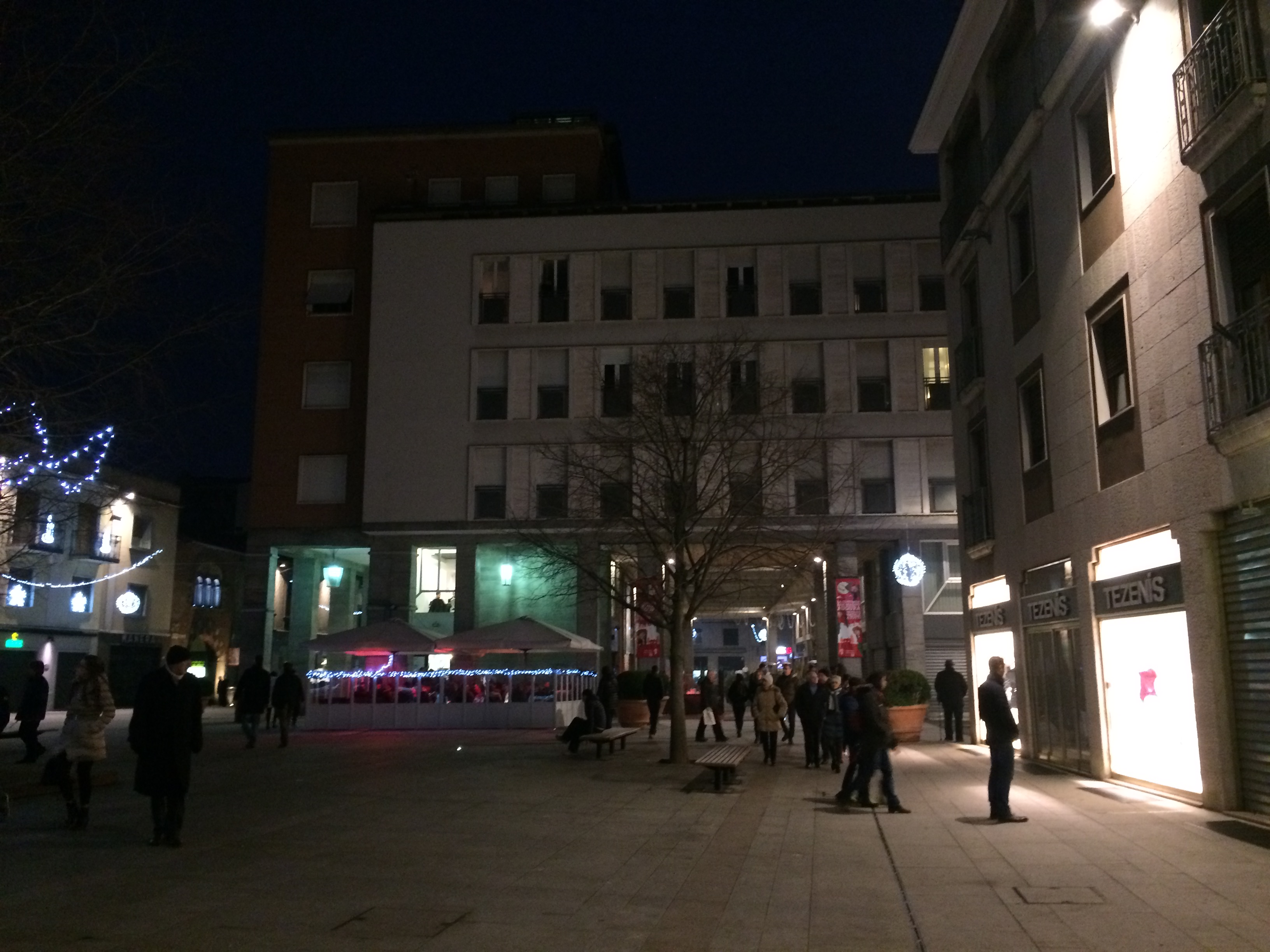
Piazza San Magno in una foto della prima parte del XIX secolo

Del 1806 è la realizzazione del canale artificiale Cavo Diotti, scavato per irrorare le coltivazioni non raggiungibili dall'Olona, e l'istituzione della fiera annuale del mese di novembre; originariamente si teneva il 2 novembre per commemorare i defunti, poi fu estesa anche ai giorni seguenti. La tradizione della fiera autunnale non si è spenta nei secoli: ancora nel XXI secolo viene organizzata nel mese di novembre su un'area nei pressi del castello visconteo. All'inizio del XIX secolo la natura della zona era ancora relativamente selvaggia: fino alla prima metà del secolo citato, nei boschi legnanesi, erano presenti i lupi.
Come riporta un documento del governo napoleonico, nel giugno del 1805 la popolazione di Legnano raggiunse i 2.784 abitanti. L'atto era accluso a un decreto che concedeva a Legnano un moderno organo amministrativo nella forma di un consiglio comunale e di una municipalità: il primo era costituito da 15 membri scelti dal prefetto, mentre la seconda era formata da un sindaco e da due "savi". In questo periodo Legnano era capoluogo del IV cantone, che faceva parte del distretto di Gallarate, il quale apparteneva a sua volta al dipartimento d'Olona, che invece aveva sede a Milano. Il cantone con a capo Legnano racchiudeva un territorio con una popolazione complessiva di 12.727 abitanti, che erano distribuiti in 17 comuni.
All'epoca l'amministrazione comunale di Legnano, che era governata dai grandi proprietari terrieri e dai borghesi più ricchi, era spesso costretta ad intervenire per stendere regolamenti in materia di agricoltura, pascoli e per la gestione dei terreni, oltre che per risolvere le accese dispute tra gli agricoltori e i mugnai, specialmente nei periodi di magra dell'Olona. Gli agricoltori, per essere protetti, si associarono al consorzio del fiume Olona, cioè all'ente che venne fondato nel 1606 e che possedeva già i diritti sulle rogge. Nel 1818, dopo aver pagato 8.000 scudi al governo napoleonico, il consorzio ottenne i diritti demaniali sull'Olona.
Napoleone attraversò Legnano il giorno precedente alla sua incoronazione a re d'Italia. L'evento è documentato da una circolare del prefetto del dipartimento d'Olona destinata alle amministrazioni comunali: con essa erano fissate le prescrizioni e le modalità dell'accoglimento del sovrano francese.

### Dalla Restaurazione all'Unità d'Italia

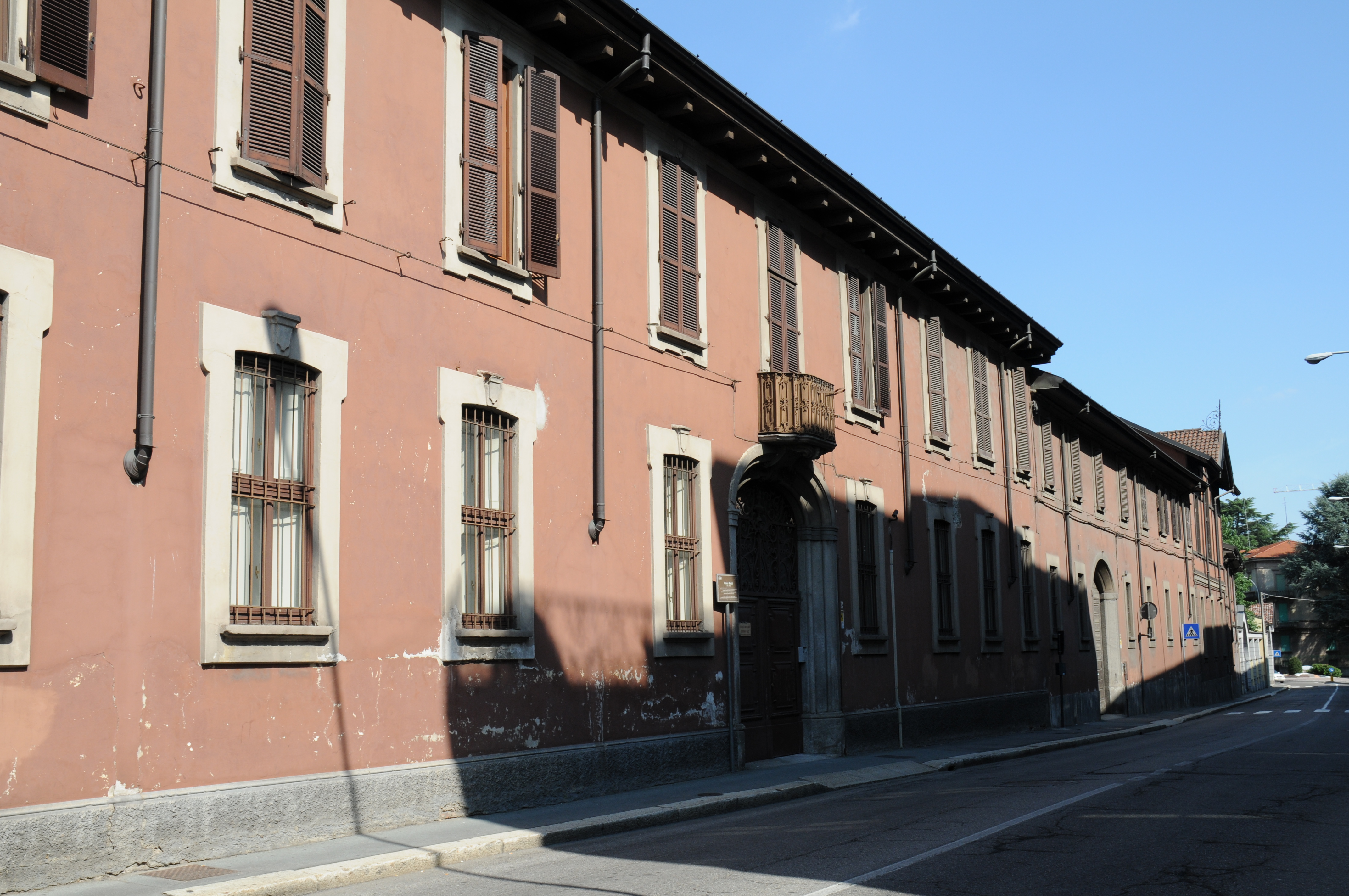
Palazzo Melzi

Alla fine del dominio napoleonico, con la Restaurazione, la Lombardia fu annessa all'Impero austriaco. Sotto il dominio di Vienna, le amministrazioni locali furono riorganizzate. Il 12 febbraio 1816, con decreto imperiale di Maria Teresa d'Austria, entrò in vigore la nuova organizzazione territoriale della Lombardia: Legnano smise di essere capoluogo e fu unita al XV distretto di Busto Arsizio. Per quanto riguarda i servizi, è di questi anni (1827) l'inaugurazione del primo ufficio postale.
Il primo intervento dell'amministrazione comunale legnanese riguardo alla pubblica istruzione è dell'inizio del XIX secolo, quando il governo cittadino affidò a due maestri la gestione di due classi di scolari, una maschile e una femminile. L'allestimento di locali a uso esclusivo della scuola è invece del 1832; precedentemente le lezioni si tenevano in ambienti di fortuna. In un documento del 1848 è riportato come il numero di studenti iscritti a questa scuola, la cui ubicazione era nella moderna via Verdi, fosse di 470 per la classe maschile e 475 per quella femminile; nel 1852 questa scuola fu trasferita in alcuni locali del moderno corso Magenta. Di questi anni è la fondazione dell'istituto privato da parte di Barbara Melzi (1854), con l'allestimento della scuola materna e della scuola elementare; l'edificio che ospita questo istituto, appartenuto all'omonima famiglia nobiliare, è di rilevanza storica. Un forte impulso alla pubblica istruzione si ebbe con la promulgazione della legge Casati (1859), in seguito della quale il comune di Legnano fu obbligato a predisporre una scuola comunale permanente; l'amministrazione risolse il problema affittando dal marchese Cornaggia uno stabile da adibire a edificio scolastico. Qualche decennio dopo, nel 1896, il comune di Legnano acquistò il convento di Sant'Angelo convertendolo in scuola elementare; l'antico monastero fu poi demolito nel 1967 e ricostruito (le odierne scuole Mazzini).

Corso Garibaldi verso piazza San Magno. Sulla sinistra, si vede il balcone da cui Giuseppe Garibaldi parlò ai legnanesi

Anche Legnano fu attraversata dai fermenti risorgimentali che coinvolsero l'Italia dalla metà del XIX secolo. Durante la prima guerra di indipendenza fu indetto anche a Legnano un referendum per l'annessione al Regno di Sardegna, e il suo risultato fu una schiacciante vittoria a favore dell'annessione, anche se tutto ciò non ebbe seguito a causa della successiva sconfitta di Carlo Alberto di Savoia. Tra i legnanesi che ebbero un ruolo di primo piano nel risorgimento ci furono Saule Banfi ed Ester Cuttica: quest'ultima, in particolare, ebbe rapporti diretti anche con Giuseppe Mazzini.
Nelle guerre risorgimentali che seguirono, almeno otto legnanesi parteciparono alle battaglie inquadrati nell'esercito sardo-piemontese; Legnano ebbe anche un caduto nella battaglia di San Fermo (Luigi Fazzini). Una divisa di un garibaldino fu in seguito scoperta in una vecchia casa di Legnano, ed è ora tra gli oggetti conservati nel Museo civico Sutermeister: del soldato che la indossò non però è noto il nome.
In questo contesto, il 20 dicembre 1860, fu inaugurata la stazione ferroviaria di Legnano, che era a servizio della linea Milano-Gallarate, da poco costruita e all'epoca ancora a binario unico. La linea ferroviaria fu poi raddoppiata nell'anno 1900.
Il 17 marzo 1861, con la proclamazione a re d'Italia di Vittorio Emanuele II di Savoia, anche Legnano entrò a far parte del moderno Stato italiano. Il 16 giugno 1862, da un balcone di un edificio non più esistente che era ubicato lungo il moderno corso Garibaldi nel luogo dove si trova la sede centrale della Banca di Legnano, Giuseppe Garibaldi invitò i legnanesi alla costruzione di un monumento a ricordo della battaglia del 29 maggio 1176 con queste parole:
(Giuseppe Garibaldi)
I legnanesi seguirono l'esortazione di Garibaldi, e innalzarono un primo monumento nel 1876 in occasione settecentesimo anniversario della battaglia; questa statua, che venne realizzata da Egidio Pozzi, fu poi sostituita da quella attuale, che è invece opera di Enrico Butti. Una lapide posizionata sul retro dell'edificio della Banca di Legnano in corso Garibaldi ricorda questo avvenimento.
Il primo censimento effettuato dal neonato Stato italiano (1861) registrò un aumento della popolazione legnanese di quasi duemila residenti, dai 4.536 del 1840 e ai 6.349 del 1861. In questo decennio fu anche realizzato (1865) il primo impianto di illuminazione pubblica.

### La seconda parte del secolo e l'industrializzazione

#### La fase protoindustriale
L'industrializzazione di Legnano è avvenuta principalmente tra il 1820 e il 1880. Ciò che ebbe un peso determinante nella genesi di questo processo furono la tradizione di artigianato e quella di manifattura domestica che erano presenti nel tessuto produttivo legnanese già da qualche secolo; tali attività erano praticate per integrare il lavoro nei campi. Il primo opificio di cui si abbia traccia documentata è una manifattura finalizzata alla produzione di lana risalente al XII secolo all'interno di uno conventi degli Umiliati presenti in città. 

Il Cotonificio Cantoni di Legnano. Al centro si possono vedere le opere di canalizzazione del fiume Olona

Nel 1807, su un documento inviato dal comune al governo napoleonico era segnalato che a Legnano esistessero molte filature artigianali, sia di seta che di cotone. Le prime attività proto-industriali nel senso moderno del termine furono invece due filature di cotone che vennero fondate nel 1821 dall'elvetico Carlo Martin e nel 1823 dai suoi compatrioti Enrico e Giovanni Schoc e Francesco Dapples. Queste primissime attività preannunciarono di qualche anno la fondazione del Cotonificio Cantoni, aperto a Legnano da Camillo Borgomanero nel 1828.
Il processo di industrializzazione che portò alla graduale trasformazione dell'economia dell'Altomilanese fu accelerato da due calamità naturali che misero in crisi l'agricoltura locale: la crittogamia, malattia che colpì la vite, e la nosematosi, epidemia che danneggiò i bozzoli dei bachi da seta. Per la prima infezione, comparsa tra il 1851 e il 1852, il risultato in Lombardia fu la rapida caduta della quantità di vino prodotta: gli ettolitri di vino prodotti passarono da 1.520.000 nel 1838 a 550.000 nel 1852. Il colpo definitivo alla produzione vinicola venne da altre due malattie della vite che, tra il 1879 e il 1890, colpirono la pianta: la peronospora e la fillossera. In seguito a queste epidemie, le coltivazioni vinicole nell'Altomilanese scomparvero definitivamente e i contadini concentrarono gli sforzi nella produzione di cereali e nell'allevamento di bachi da seta. Prima della scomparsa della vite a Legnano era celebre il vino dei colli di Sant'Erasmo, che si produceva nell'omonimo rione; gli ultimi campi dei Colli di Sant'Erasmo coltivati a vite furono eliminati nel 1987 per consentire la costruzione, tra via Colli di Sant'Erasmo, via Canazza e via Trivulzio, di un parcheggio a servizio dell'ospedale civico.
Poco dopo la diffusione della malattia della vite comparve un'infezione del baco da seta, la pebrina. Oltre a questo problema, nella seconda parte del XIX secolo, l'Europa fu investita da una crisi agricola che coinvolse le coltivazioni a cereali: ciò era dovuto alla diffusione, sui mercati, di granaglie americane a prezzi competitivi. Infatti, vaste zone del Middle West statunitense erano state destinate alle coltivazioni, mentre grazie all'avanzamento tecnologico avvenne un deciso calo dei costi di trasporto via mare. L'effetto fu una profonda crisi che colpì le coltivazioni di cereali in Europa; questa congiuntura toccò il suo apice negli anni ottanta del XIX secolo e caratterizzò l'agricoltura del Vecchio Continente fino all'inizio del XX secolo. Tale avvenimento diede un'ulteriore spinta verso l'industrializzazione dell'Altomilanese, dato che mise in crisi anche il comparto più importante dell'agricoltura della zona dopo la scomparsa dei vigneti e la crisi dell'allevamento dei bachi: la coltivazione dei cereali.

#### L'industrializzazione

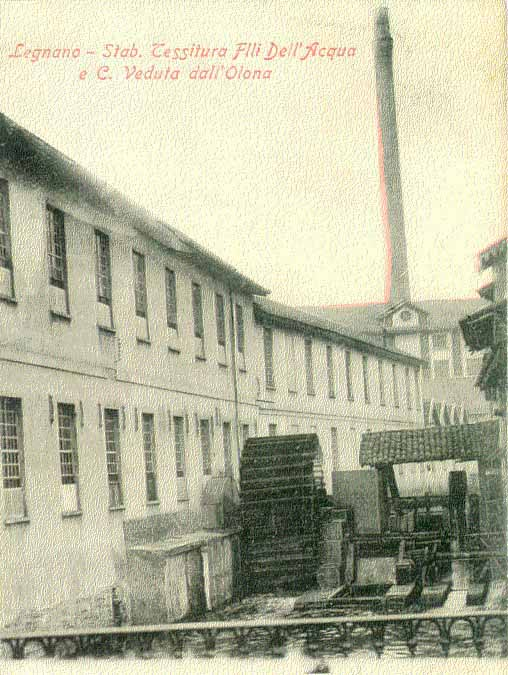
Il cotonificio Dell'Acqua

La prima fase di industrializzazione di Legnano, che avvenne nella parte iniziale del XIX secolo e che era caratterizzata da un sistema produttivo pre-capitalistico, fu poi seguita da una modernizzazione dei processi di produzione. Ciò diede inizio, nella seconda metà del secolo, alla seconda fase della rivoluzione industriale a Legnano, che portò alla nascita di vere e proprie fabbriche tessili e meccaniche nel senso moderno del termine. Le prime attività capitalistiche che gradualmente si formarono furono le filature, che trassero origine dalle attività proto industriali nate nei primi decenni del XIX secolo; alcune di esse crebbero notevolmente fino a essere annoverati tra i principali cotonifici lombardi. Nel 1878 la prima tariffa doganale italiana portò a un certo protezionismo, specialmente nei confronti dei filati e dei tessuti di uso comune: questo mise l'industria cotoniera italiana nelle condizioni di sopportare meglio la concorrenza di quella inglese. Ciò portò alla grande espansione raggiunta dall'industria tessile italiana, che ebbe il suo culmine dal 1890 al 1906. Tra le industrie legnanesi, la principale, per organizzazione e tecnologia, era il Cotonificio Cantoni; questo primato è menzionato su un documento del 1876, che descrive la situazione industriale dell'epoca nel Legnanese. 

Reparto della Franco Tosi

Le macchine utilizzate nell'industria tessile, sempre più efficienti e quindi complesse, comportavano la necessità di disporre dell'attrezzatura per la manutenzione. Inoltre c'era il bisogno di riparazioni rapide. Di conseguenza, negli ultimi decenni del XIX secolo, nacquero le prime industrie meccaniche legnanesi, che costruivano e riparavano macchinari tessili; successivamente, nel campo meccanico, si aggiunse una produzione più ampia. Nel 1876 Eugenio Cantoni assunse l'ingegnere Franco Tosi, appena rientrato da un periodo di tirocinio in Germania, quale direttore della sua azienda. Franco Tosi fondò poi nel 1882 l'omonima industria meccanica; la prima macchina a vapore uscita dagli stabilimenti della neo costituita società fu destinata al Cotonificio Cantoni di Castellanza. 
Tra le più grandi aziende operanti a Legnano tra il XIX e il XX secolo ci furono anche i cotonifici Bernocchi, Dell'Acqua e De Angeli-Frua; ultima grande fabbrica tessile a essere impiantata a Legnano fu la Manifattura di Legnano, che sorse nel 1903. Nel legnanese nacquero poi molti altri piccoli stabilimenti tessili e meccanici. Uno degli aspetti dello sviluppo industriale del legnanese fu anche la nascita, specialmente nel campo della fonderia e della meccanica, di piccole industrie impiantate da ex dipendenti delle grandi aziende che erano divenuti a loro volta imprenditori. Nel 1908 Andrea Pensotti, già caporeparto della Franco Tosi, costituì prima una fonderia e poi un'officina meccanica, entrambe ubicate vicino della ferrovia. L'Andrea Pensotti, che diventò in giro di qualche decennio diventò il quarto sito produttivo di Legnano per dimensioni, si concentrò nella fabbricazione di caldaie che erano esportate anche all'estero.

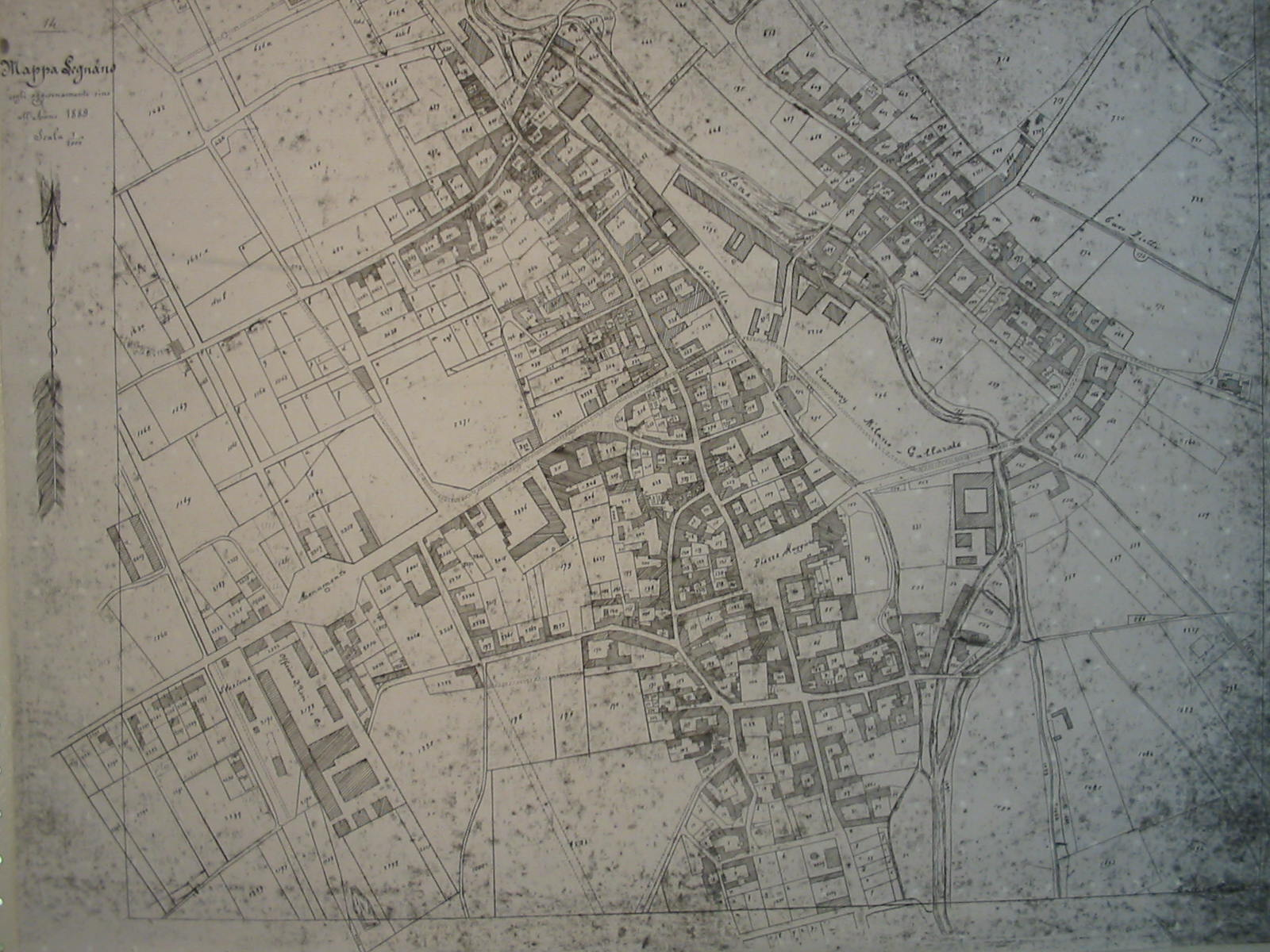
Una mappa di Legnano del 1889

Di questo periodo è l'apertura delle prime filiali bancarie e la nascita degli istituti di credito legnanesi. Nel luglio 1875 fu inaugurata la succursale legnanese della Cassa di Risparmio delle Provincie Lombarde, mentre l'11 giugno 1887 venne fondata la Banca di Legnano, che apri il suo primo sportello il 16 gennaio 1888. Nel 1923 nacque invece il Credito Legnanese, che fu assorbito nel 1975 dal Banco Lariano.

#### Aspetti sociali

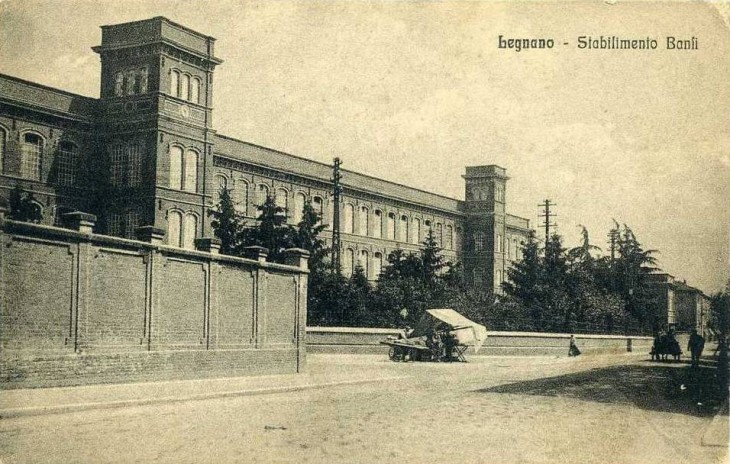
Lo stabilimento De Angeli-Frua di Legnano

Tra il 1885 e il 1915 ci fu la completa trasformazione industriale dell'antico borgo agricolo, che fu accompagnata da un forte incremento demografico. La popolazione di Legnano passò infatti dai 7.041 abitanti del 1885 ai 28.757 del 1915. Con la crescita esponenziale del numero di abitanti, venne deciso di realizzare (1906) l'acquedotto comunale.
Lo sviluppo industriale portò a una nuova crisi agricola della zona: molti contadini iniziarono infatti a lavorare nelle fabbriche abbandonando l'agricoltura. L'indice di occupati nell'industria, rispetto ai lavoratori totali, passò dal 12% del 1857, al 28% del 1887 al 42% del 1911: al termine del processo di trasformazione del borgo agricolo in città industriale moderna, Legnano iniziò a essere soprannominata "piccola Manchester" d'Italia, titolo conteso in zona con la confinante e altrettanto industrializzata Busto Arsizio. Il ritmo e la portata di questa trasformazione ebbe pochi altri esempi paragonabili nel continente europeo.
Gli impiegati in questi anni nelle aziende legnanesi avevano un orario di lavoro di 12 ore, con un'ora di pausa pranzo. Durante l'industrializzazione di Legnano ci fu un largo impiego della manodopera infantile; nel 1886 venne promulgata una legge per la tutela dei minori, ma il cambiamento fu graduale, essendoci resistenze da parte degli industriali. Ancora nel 1897 i minori di 15 anni impiegati nelle aziende legnanesi corrispondevano al 21,6% del totale per le industrie tessili e all'8,75% per le aziende meccaniche. Nel XIX secolo fu un fenomeno comune in molti Paesi europei, in particolare dell'Inghilterra. In questo contesto, all'inizio degli anni 1880, furono organizzati nelle fabbriche legnanesi i primi scioperi, che non sempre sortirono effetti positivi per le maestranze, e nacquero le prime società operaie. Il culmine delle agitazioni sindacali si raggiunse durante la prima guerra mondiale a causa delle restrizioni del conflitto, che minarono il già fragile equilibrio sociale.

Corso Sempione angolo via Candiani nel 1950. Sulla destra, la tranvia Milano-Gallarate.

A cavallo dei due secoli ci fu anche un forte sviluppo commerciale. Per questa espansione furono molto importanti le infrastrutture per il trasporto di persone e di merci. Nel 1880, lungo corso Sempione, fu anche costruita la tranvia Milano-Gallarate, che collegava Legnano con il capoluogo lombardo e che venne soppressa nella seconda metà del XX secolo. Nel 1882 ci fu una disastrosa esondazione dell'Olona: per le coraggiose e filantropiche azioni dei suoi abitanti, come si può leggere nella motivazione dell'onorificenza, a Legnano fu conferita la medaglia d'oro al valor civile. Fino al 1898 la sola parrocchia presente a Legnano era quella di San Magno: in seguito nacquero quelle del Santo Redentore (1898), San Domenico (1907) e Santi Martiri (1911), Santa Teresa del Bambin Gesù (1964), San Paolo (1970) e San Pietro (1973).
A causa dell'incremento di popolazione di fine XIX secolo, l'amministrazione comunale di Legnano decise di costruire un nuovo cimitero, poiché quello inaugurato nel 1808 non poteva più essere ingrandito per via delle strade e delle abitazioni che sorgevano intorno. Il cimitero monumentale di Legnano, che fu inaugurato il 24 luglio 1898, aveva inizialmente una superficie di 18.942 m²; fu poi ampliato nel 1907 fino a una superficie di 50.000 m².

## XX e XXI secolo

### Dall'inizio del XX secolo alla prima guerra mondiale

Piazza San Magno nel 1901, prima della costruzione di palazzo Malinverni. Sulla destra l'antica canonica del XVI secolo, ora non più esistente

Nel 1903 furono inaugurati i primi bagni pubblici coperti di Legnano, che comprendevano anche una palestra per la ginnastica; terminata la loro funzione, la palestra è diventata sede del corpo bandistico municipale, mentre i bagni pubblici, in seguito, hanno iniziato ad ospitare la sede locale della Croce Rossa Italiana. Entrambi gli edifici sono in stile eclettico. Sempre nel 1903 fu costruito il primo padiglione dell'Ospedale civile grazie al contributo degli industriali legnanesi, mentre il 28 novembre 1909 venne inaugurato palazzo Malinverni, che fu destinato a municipio. Nel 1915, alla vigilia dell'entrata dell'Italia nella prima guerra mondiale, Legnano raggiunse i 28.757 abitanti: dall'inizio del XX secolo la città fu oggetto di un forte incremento demografico che fu dovuto all'immigrazione e che venne determinato dal grande sviluppo dell'industria.
Questi anni furono anche caratterizzati dall'estensione della pubblica istruzione, con la fondazione di nuovi plessi scolastici: vennero realizzate scuole elementari, scuole medie e istituti superiori. Già nel 1897 gli alunni delle scuole legnanesi, sia pubbliche che private, erano 1.648, un numero notevole per l'epoca.
Nella prima parte del XX secolo furono fondati gli istituti tecnici e professionali, che si rivolgevano alle future maestranze delle aziende locali, grazie al contributo degli imprenditori legnanesi; in questa epoca era forte la necessità di formare, da un punto di vista professionale, le future maestranze delle industrie, ovvero operai specializzati e impiegati tecnici e commerciali. Furono quindi fondati l'Istituto tecnico commerciale "Carlo Dell'Acqua" (1917-1918) e l'Istituto professionale "Antonio Bernocchi" (1917). A quest'ultimo si aggiunse poi, nel 1959, l'Istituto tecnico industriale, sempre intitolato a Bernocchi; nel 1943 venne invece inaugurato il Liceo scientifico, seguito nel 1960 da quello classico con ginnasio.

Donne al lavoro su forniture belliche alla Franco Tosi di Legnano (1915) durante la prima guerra mondiale, in sostituzione degli uomini, partiti per il fronte di guerra

Nel 1915 l'Italia dichiarò guerra agli Imperi Centrali, entrando così nel primo conflitto mondiale. Le conseguenze dell'entrata in guerra si rifletterono anche su Legnano: molti soldati legnanesi partirono per il fronte e perirono sui campi di battaglia. I patimenti e le rinunce per la popolazione civile si acutizzarono con il passare dei mesi e degli anni. Durante la prima guerra mondiale i grandi complessi industriali della città erano in difficoltà per la penuria di materie prime; queste ultime, prima del conflitto, provenivano infatti dalla Germania e dalla Gran Bretagna, cioè da due nazioni coinvolte nel conflitto. Durante la guerra le industrie di Legnano convertirono i loro impianti per la produzione di forniture belliche; la Franco Tosi, in particolare, contribuì ad attrezzare i reparti di artiglieria dell'Esercito.
Due calamità naturali peggiorarono ulteriormente la situazione causata dalla guerra: una devastante alluvione dell'Olona che ruppe gli argini invadendo il centro abitato (1917) e l'epidemia di spagnola, che falcidiò la popolazione a partire dai primi mesi del 1918.

### Tra le due guerre mondiali

#### Il primo dopoguerra e il fascismo

Corso Sempione nel 1927

Al termine della prima guerra mondiale, nel 1918, anche Legnano fu coinvolta da profonde tensioni sociali, che erano conseguenza del conflitto e sfociarono, a livello nazionale, nel biennio rosso prima e nel fascismo poi. In questi anni l'amministrazione comunale estese le reti dell'acquedotto e del gas. È di questo periodo anche la forte espansione urbanistica e la trasformazione radicale del centro cittadino che comportarono, tra l'altro, la demolizione di alcuni importanti edifici storici: furono abbattuti anche l'ospizio di Sant'Erasmo (che fu poi ricostruito) e due antichi ponti sull'Olona.
Sul fronte economico, negli anni successivi, l'industria legnanese riprese la crescita sostenuta che l'aveva caratterizzata fino allo scoppio del conflitto. Questo rapido sviluppo era stato rallentato, ma non fermato, dalla guerra. Negli anni del dopoguerra vennero realizzate, dai proprietari dei grandi complessi industriali legnanesi, alcune case operaie, opera che continuò anche a secondo conflitto mondiale terminato. Dal punto di vista manifatturiero, il periodo interbellico fu caratterizzato dalla nascita e crescita delle aziende medio-piccole, per lo più tessili e meccaniche, che si affiancarono alle grandi industrie già presenti da decenni nel tessuto economico legnanese. In questo contesto, nel 1936, fu fondata la Giovanni Crespi, azienda del ramo chimico specializzata nella produzione di materiali sintetici per calzature e pelletteria.

Seconda visita di Benito Mussolini a Legnano (4 ottobre 1934)

A partire dal 1920 si costituirono anche a Legnano i primi gruppi fascisti. In questo contesto avvenne (1921) la prima visita ufficiale di Benito Mussolini nella città; all'epoca si recò come membro del Partito Nazionale Fascista, dato che non era ancora presidente del Consiglio dei ministri. Il primo contatto tra il futuro Duce e Legnano era stato però anteriore: nel 1901, infatti, Mussolini aveva fatto richiesta al sindaco per un posto di maestro elementare supplente, domanda però non accolta. Dopo la visita del 1921, il 5 ottobre 1924 Mussolini tornò a Legnano in veste di capo di governo per la consegna del decreto di conferimento del titolo di città e per l'inaugurazione delle scuole "Antonio Bernocchi"; nell'occasione, visitò anche l'omonimo cotonificio. Benito Mussolini si recò nuovamente a Legnano il 4 ottobre 1934: parlò in piazza San Magno da un palco posizionato sopra una turbina della Franco Tosi davanti qualche migliaio di persone. In questa occasione visitò anche il cotonificio Dell'Acqua.
Nel 1920 fu costituita la "Federazione industriali legnanesi", che ebbe il suo momento di massimo sviluppo nel 1924 (in precedenza gli imprenditori della città facevano capo alla "Federazione industriali Altomilanese"). L'associazione fu poi abolita con una legge il 3 aprile 1926: questa norma, infatti, eliminava le federazioni locali, facendole confluire in unioni provinciali.

#### Il ventennio fascista

Piazza Monumento nel 1934

Il 15 agosto 1924 a Legnano fu riconosciuta l'elevazione del comune a "città"; il titolo venne assegnato con regio decreto da re Vittorio Emanuele III. In base a un censimento del 1927, la popolazione di Legnano era di circa 30 000 abitanti, con 677 attività industriali o artigianali; la forza lavorativa era invece costituita da 9.926 addetti negli stabilimenti tessili, 4.056 lavoratori nelle fabbriche meccaniche, 1.762 addetti nel commercio, nel credito, nelle assicurazioni e in altri servizi, e 287 impiegati nei trasporti e comunicazioni. In questo contesto nacque il marchio ciclistico Legnano; all'epoca il mezzo di trasporto più diffuso era infatti la bicicletta. Il 1927 fu anche l'anno della riforma amministrativa voluta dal regime fascista: venne soppressa la carica di sindaco con l'istituzione della figura del podestà, che era di nomina governativa, e furono eliminati la giunta e il consiglio comunale. Il podestà era affiancato da una consulta municipale, nominata dal prefetto.

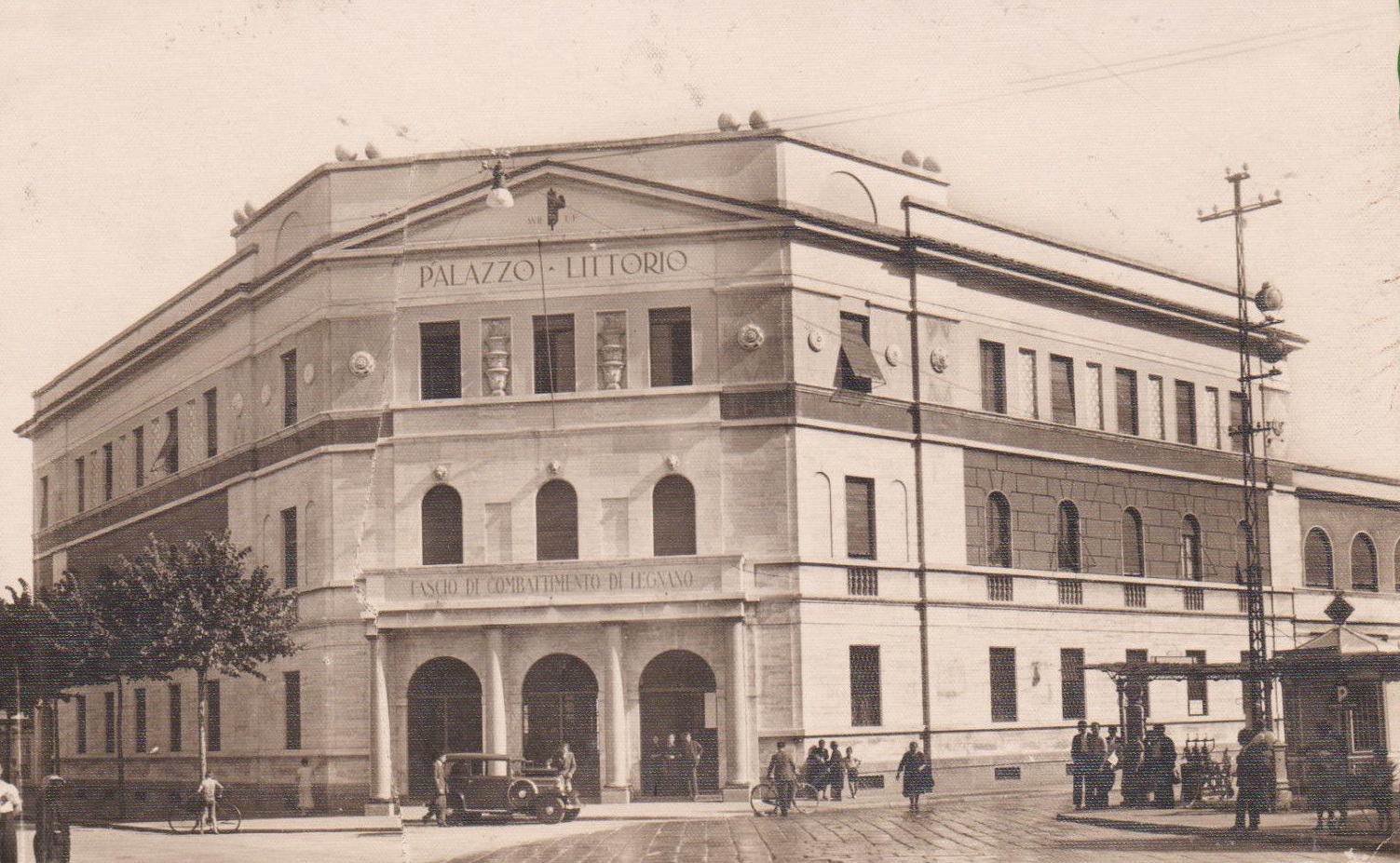
Il Palazzo del Littorio, ora Palazzo Italia, in un'immagine del 1942

Nel ventennio fascista furono realizzate e terminate molte opere pubbliche, tra cui il completamento dell'ospedale e le ricostruzioni dell'ospizio di Sant'Erasmo e di Palazzo Lampugnani. Furono anche realizzati gli edifici delle istituzioni del Partito fascista, come la Casa del Balilla in via Milano e la Casa del Littorio (oggi Palazzo Italia in largo Tosi, sede del comando della Polizia di Stato). Fu ingrandito il cimitero monumentale e venne allargato corso Sempione. Il 19 giugno 1923 fu inaugurato il sanatorio intitolato alla regina Elena in via Colli di Sant'Erasmo per contrastare la tubercolosi; la struttura, che è in stile liberty e che non è stata demolita terminata l'emergenza sanitaria, in seguito è diventata sede di un centro socio-educativo per disabili e di istituzioni assistenziali. Nel maggio 1935 venne organizzato il primo Palio di Legnano per ricordare la vittoria dei Comuni della Lega Lombarda contro Federico Barbarossa nella battaglia del 29 maggio 1176.
Il 16 dicembre 1937 Benito Mussolini assegnò a una rappresentanza di industriali e lavoratori legnanesi invitati a Palazzo Venezia a Roma circa tre milioni di lire per l'erezione di una colonia elioterapica e per la costruzione di una piscina; questi fondi vennero donati da imprenditori e operai della zona e poi consegnati solennemente dal Duce. L'edificio che un tempo ospitava la colonia elioterapica esiste ancora oggi ed è la sede del centro psico-sociale, ovvero di una struttura sanitaria facente capo al reparto di psichiatria dell'ospedale di Legnano.
Il 23 luglio 1937, con regio decreto firmato da Vittorio Emanuele II, a Legnano venne concesso l'utilizzo di un gonfalone civico. All'epoca la città aveva come giornale il settimanale La voce di Legnano. A questo organo di stampa è associato uno degli episodi di violenza che i fascisti perpetrarono a Legnano. Il giornale, infatti, non si era schierato alla volontà dei gerarchi fascisti e quindi la sua sede venne devastata. Il quotidiano varesino Cronaca Prealpina aveva, già all'epoca, una pagina dedicata agli eventi del Legnanese, così come il periodico "Luce", giornale cattolico.

### La seconda guerra mondiale e la Resistenza

#### Dalla prima parte della guerra all'armistizio dell'8 settembre

Corso Italia verso piazza Monumento nel 1940

Nel 1940 l'Italia entrò nel secondo conflitto mondiale e le vicende della guerra si ripercossero, di conseguenza, anche su Legnano. Molti soldati legnanesi morirono sul campo di guerra e gli effetti delle privazioni sui civili si acutizzarono con il passare dei mesi e degli anni. Le industrie di Legnano furono convertite per le commesse militari; per esempio, negli stabilimenti Cantoni era stato allestito un reparto per la produzione di capi d'abbigliamento destinati alle forze armate. In questa fabbrica fu però tenuto attivo, quasi clandestinamente, un piccolo settore del taglio di velluti per conservare le maestranze specializzate e riprendere la produzione civile a guerra finita.
Nella notte tra il 13 e il 14 agosto 1943 oltre 500 bombardieri britannici sorvolarono la Lombardia diretti a Milano; alcuni di essi, per errore, finirono su Legnano dove sganciarono delle bombe. A Legnanello questo bombardamento causò 27 morti, quasi tutti periti per strada mentre fuggivano verso il bosco. Alcuni ordigni caddero anche sul Cotonificio Cantoni (due bombe sono state rinvenute nel 2008).
La svolta decisiva della guerra fu l'armistizio dell'8 settembre 1943 tra l'Italia e gli Alleati. Già il giorno successivo le autoblindo tedesche iniziarono a perlustrare ostilmente Legnano. Le industrie legnanesi, ora controllate dai nazisti, iniziarono a fornire al Terzo Reich i manufatti necessari per continuare la guerra. Dall'autunno del 1943 le aziende legnanesi entrarono in crisi a causa della penuria di materie prime e di combustibili; tuttavia fu scongiurato il pericolo dello smantellamento degli impianti e il loro trasferimento in Germania.

#### Dalla Resistenza alla Liberazione
Nell'ottobre del 1943 si organizzarono a Legnano, e nei comuni vicini, le prime compagini armate costituite da soldati in fuga dopo l'8 settembre, da operai e da studenti, che entrarono a far parte della Resistenza. Nel contempo, nelle aziende del Legnanese, cominciò il boicottaggio contro i tedeschi per evitare che i manufatti industriali fossero utilizzati dai nazisti per continuare la guerra. In seguito, a Legnano si costituirono le brigate partigiane "Carroccio" (collegata ad ambienti cattolici), "Garibaldi" (vicina a istanze social-comuniste) e altre formazioni autonome, tra le quali la "Sicilia", che operarono insieme alle brigate partigiane dell'Alta Italia seguendo le direttive del Comitato di Liberazione Nazionale.

L'Albergo Mantegazza

In questo contesto avvenne uno dei più drammatici avvenimenti della Resistenza legnanese. Il 5 gennaio 1944 le SS attuarono un'azione di rappresaglia nello stabilimento della Franco Tosi a causa di uno sciopero indetto dalle maestranze dell'azienda. Furono prelevati sei operai di idee antifasciste che erano parte del consiglio di fabbrica; alla ribellione degli altri lavoratori, vennero arrestati 63 operai. Dopo lunghi interrogatori i tedeschi liberarono gli operai, a esclusione di sette, che furono deportati nei lager nazisti. Rappresaglie simili furono eseguite anche in altre aziende come la Metalmeccanica, la Manifattura di Legnano e la Società Industrie Elettriche. Durante la guerra, nei lager nazisti, morirono complessivamente 11 lavoratori legnanesi. 

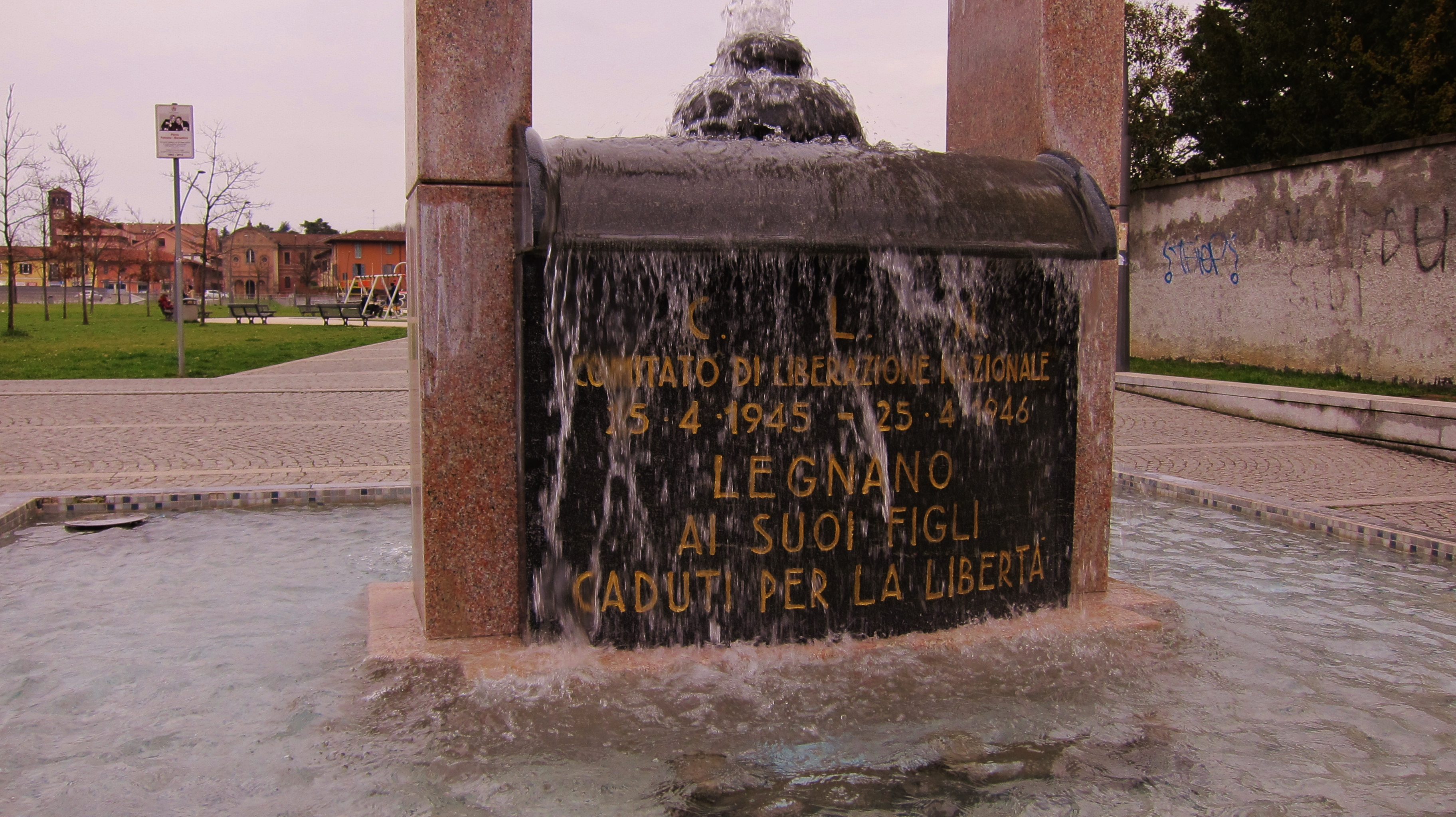
Dettaglio della fontana del Comitato di Liberazione Nazionale posta in memoria dei Legnanesi che combatterono e morirono per la liberazione dell'Italia dal nazi-fascismo. La dedica recita: "Legnano, ai suoi figli caduti per la libertà". Questo monumento è collocato in Largo Franco Tosi a Legnano.

Nell'inverno del 1944 avvenne invece l'attentato al ristorante-albergo Mantegazza. Nella trattoria dell'esercizio pubblico, la sera del 4 novembre 1944, erano radunati dei militari fascisti e nazisti per una cena. Alcuni partigiani facenti parte della brigata "Garibaldi" fecero scoppiare, su una delle finestre, un ordigno che fece cinque morti e venticinque feriti: l'attentato causò la reazione dei fascisti, che realizzarono diversi arresti e pestaggi. Nell'ottobre dello stesso anno fu catturato dai fascisti uno degli istitutori delle brigate "Garibaldi", Mauro Venegoni: gli squadristi gli ordinarono di confessare i nomi dei partigiani della sua brigata, ma al suo diniego lo torturarono, lo accecarono e lo uccisero a Cassano Magnago. Per questo tragico episodio, a conflitto terminato, a Venegoni fu assegnata la medaglia d'oro al valore militare alla memoria e gli venne dedicata una via della città.
Dopo il 27 aprile 1945, giorno in cui Legnano fu affrancata dai nazi-fascisti, ci furono episodi di vendetta contro gli esponenti del regime appena crollato: in totale, furono fucilati sedici legnanesi. Alcuni di essi appartenevano all'ex milizia repubblichina, mentre altri erano stati coinvolti in azioni fasciste. Le uccisioni furono eseguite in piazza San Magno, in piazza del Mercato, alla cascina Mazzafame e al raccordo dell'autostrada Milano-Laghi a Castellanza. La salma di Benito Mussolini, che fu giustiziato il 28 aprile 1945, attraversò la periferia di Legnano per giungere a un convento di frati cappuccini nella confinante Cerro Maggiore, ai quali fu data in consegna momentaneamente prima di essere restituita alla moglie, Rachele Guidi.
Legnano figura tra le città decorate dopo la guerra. La città è stata infatti insignita della medaglia di bronzo al valor militare per i sacrifici della sua popolazione e per la sua attività nella lotta partigiana durante il conflitto.

### Dal secondo dopoguerra al XXI secolo

#### La ricostruzione e il boom economico

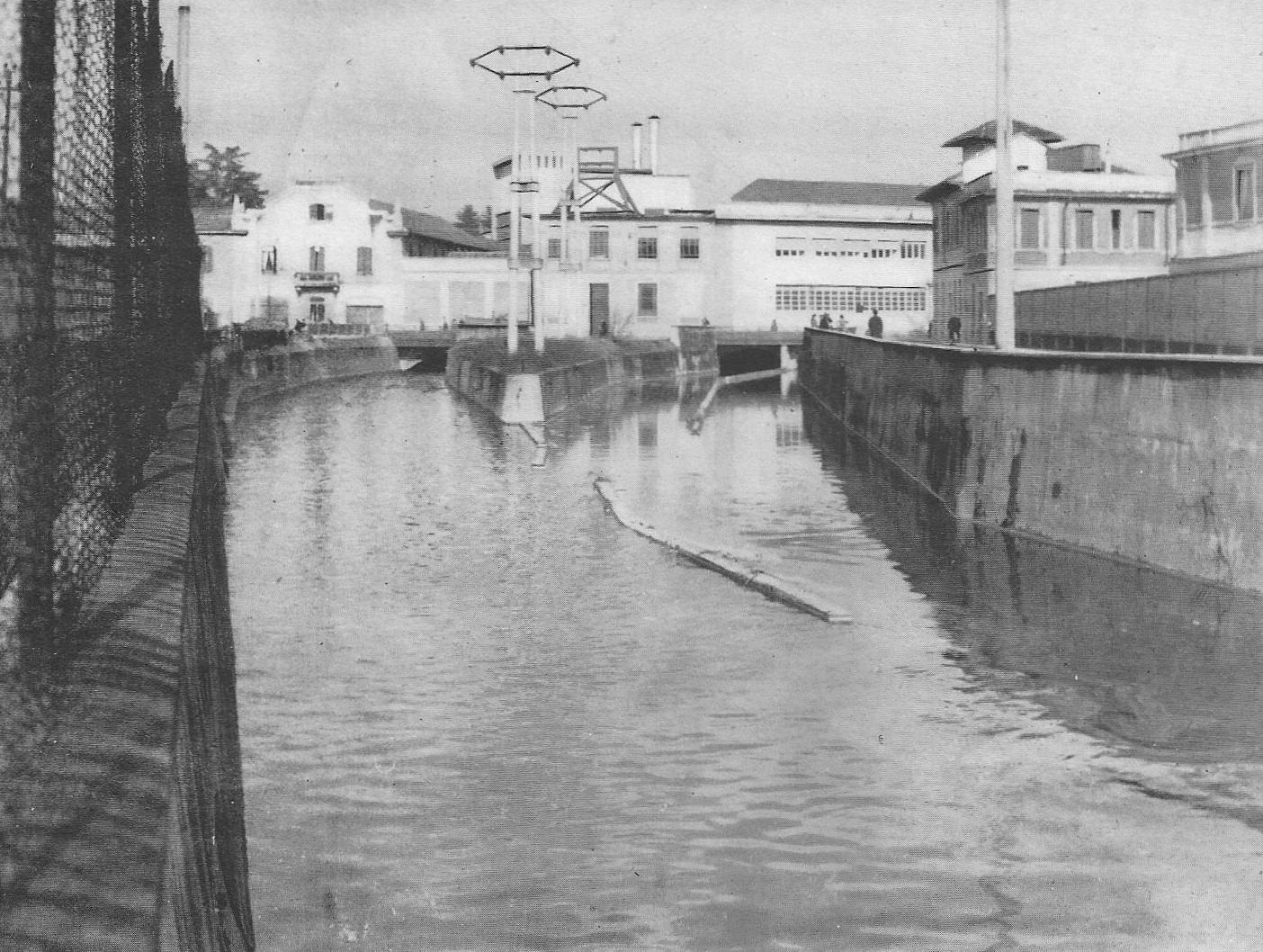
L'Olona che attraversa l'area che poi è stata coperta diventando piazza Carroccio. Sullo sfondo si riconosce il Cotonificio Dell'Acqua. L'immagine risale al febbraio del 1955

Piazza Frua negli anni cinquanta

Dopo la guerra Legnano fu colpita, come il resto d'Italia, dalla forte recessione economica che seguì il conflitto. Erano insufficienti gli alimenti fondamentali, il trasporto pubblico faceva difetto e le strade erano dissestate. Il 2 giugno del 1945 si riunì, per la prima volta dopo la dittatura fascista, la giunta comunale. La fase di ricostruzione dopo le distruzioni della guerra fu lunga e difficoltosa, ma alla fine la città si riprese dalla crisi e tornò a crescere anche economicamente. Negli anni cinquanta furono estese le reti fognarie (i lavori cominciarono nel 1946), dell'illuminazione pubblica e dell'acqua potabile, mentre si diede inizio a un piano per l'asfaltatura di tutte le strade comunali.
Regolarizzatasi anche la politica italiana, il sistema economico legnanese ricominciò a svilupparsi, tornando al tasso di crescita del periodo precedente alla seconda guerra mondiale anche grazie al Piano Marshall. Durante la forte crescita economica dell'Italia durante il boom economico, Legnano raggiunse tra il 1951 e il 1961 il secondo più alto tasso - a livello nazionale - di impiegati nell'industria in relazione agli abitanti (65,2%), seconda solo a Sesto San Giovanni (67,14%). Tra le industrie tessili, nel 1951, la maggiore era il Cotonificio Cantoni con ben 3.465 occupati, seguita dalla De Angeli-Frua (1.504), dal Cotonificio Dell'Acqua (1.495), dalla tintoria Agosti (1.393), dalla Manifattura di Legnano (1.165), dalla tintoria Giulini & Ratti (972) e dal Cotonificio Bernocchi (851).
Nel settore metalmeccanico predominava la Franco Tosi (più di 4.800 dipendenti), seguita dall'Ercole Comerio (454), dalla Mario Pensotti (387), dalla Bozzi (331), dalle Industrie Elettriche di Legnano (253), dalla fonderia SAFFES (246). Altre industrie di rilievo erano le Officine Fontana, la Fratelli Gianazza, la Ranzi (che impiegavano dai 150 ai 200 occupati ciascuna) e il Calzaturificio di Legnano (145). Le società con meno di 25 dipendenti, sempre nel 1951, erano 694, che davano lavoro, nel complesso, a 3.060 impiegati. In questo contesto, Legnano fu coinvolta da un importante fenomeno migratorio riguardante l'arrivo di immigrati dal Triveneto e dal Sud Italia, che si stabilirono definitivamente in città con le loro famiglie.

#### La crisi dell'industria

Largo Franco Tosi nel 1950. Sulla sinistra, il municipio

L'età d'oro dell'industria legnanese, iniziata negli anni ottanta del XIX secolo, terminò negli anni sessanta del XX. In seguito Legnano conobbe un lungo periodo di crisi che portò alla chiusura di molte attività produttive. Questa congiuntura sfavorevole fu causata dall'aumento del costo del lavoro e dalla concorrenza dei sistemi industriali esteri, a cui si aggiunsero le periodiche crisi che ciclicamente coinvolgono i sistemi produttivi e - negli anni settanta - l'inconvertibilità del dollaro (1971), la crisi petrolifera e la guerra del Kippur (entrambe nel 1973). Sulla scia di questi avvenimenti chiusero la De Angeli-Frua (1955), i Cotonifici Dell'Acqua (1965) e Bernocchi (1971), la tintoria Agosti (1967), la tintoria Giulini & Ratti (1974), il Cotonificio Cantoni (nel 1984 lo stabilimento sorto lungo l'Olona e nel 2004 la fabbrica del rione Olmina), le meccaniche Mario Pensotti (1989) e Andrea Pensotti (1994) e - a causa della grande recessione iniziata nel 2007 - la Manifattura di Legnano, la Tintostamperia Mottana (entrambe nel 2008) e la Giovanni Crespi (2014). Fu quindi una crisi generale e duratura, che toccò i vari comparti classici dell'industria legnanese, da quello tessile, a quelli meccanico, chimico e calzaturiero.
Il tasso di impiegati nell'industria in relazione agli abitanti nel 1981 calò a 29,6% (con questa percentuale, Legnano scese al 141º posto a livello nazionale), mentre il tessuto industriale legnanese, con il passare dei decenni, conobbe una fase dove le dimensioni medie delle aziende diminuirono: dai 23 impiegati del 1951, si passò ai 20 del 1961, ai 17 del 1971 ai 16 del 1978. Nel contempo, iniziò una fase di nascita di piccole aziende, che consentì a Legnano di rimanere inserita in un contesto produttivo molto avanzato, collocandola ancora nel XXI secolo tra le zone più sviluppate e industrializzate d'Italia. Molte aree ex industriali vennero poi riconvertite ad altri usi, spesso con la scomparsa delle testimonianze di archeologia industriale; l'esordio si ebbe con l'area un tempo occupata dalla De Angeli-Frua, che fu la prima grande azienda legnanese a fallire. 

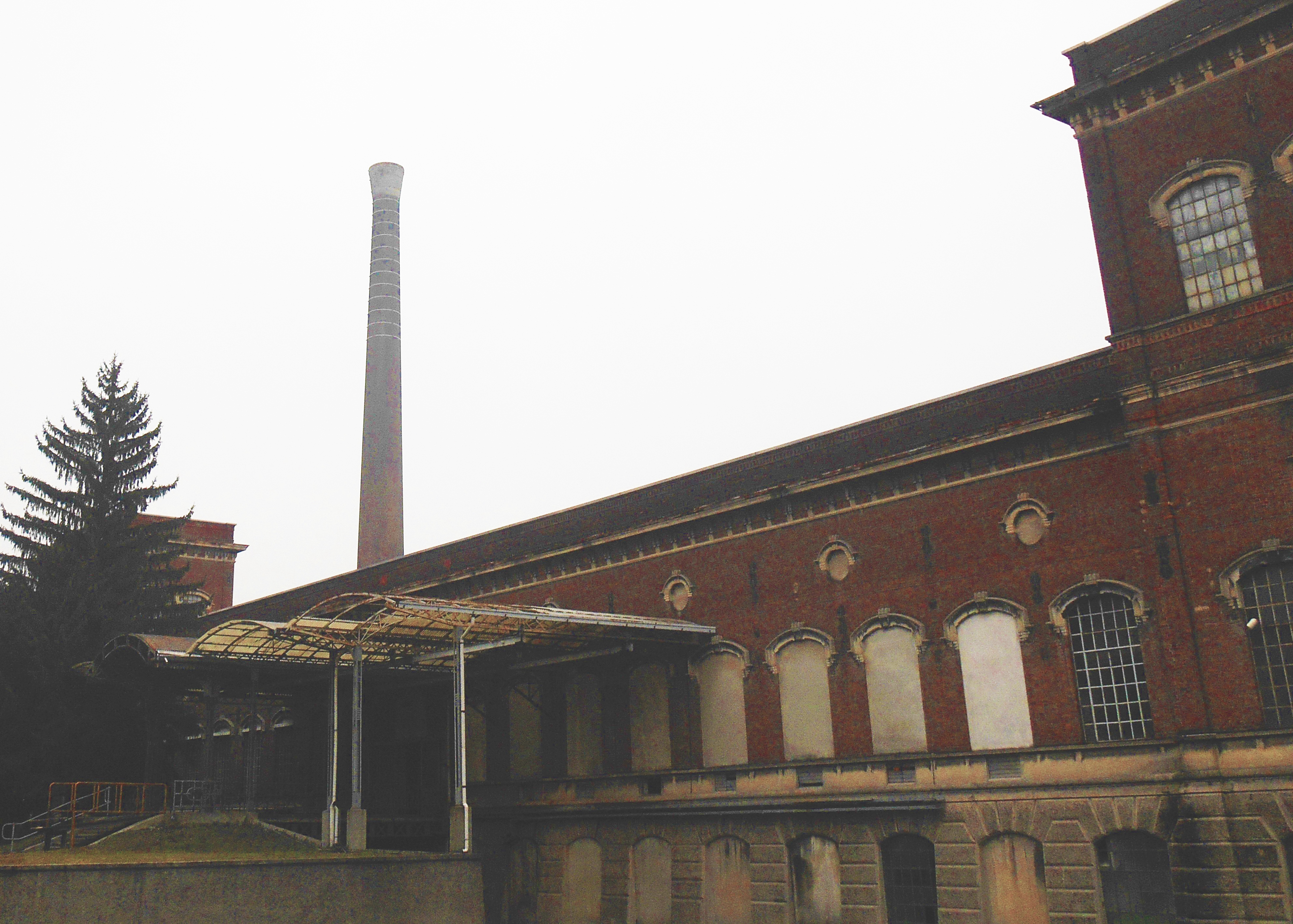
Scorcio dello stabilimento legnanese della Manifattura di Legnano

L'economia legnanese virò verso il settore terziario; in particolare, ci fu una forte crescita dei servizi alla produzione, alle telecomunicazioni, alle assicurazioni, ai trasporti, alle gestioni finanziarie, ai servizi bancari e, in misura minore, ai servizi legali e informatici. 
Un'eccezione a questa dinamica fu la fondazione a Legnano, nel 1985, dell'azienda di moda Dolce & Gabbana
Il tasso di sviluppo del settore terziario non portò però a una crescita sufficiente a sopperire la scomparsa dei grandi complessi industriali del passato, e ciò portò a un importante cambiamento sociale: da sede di importanti industrie e città di destinazione degli impiegati della zona, Legnano si trasformò in un centro di forte pendolarismo, soprattutto verso Milano.
A dicembre 1999 i più grandi enti, pubblici o privati, che davano lavoro a Legnano erano l'ospedale civile (1.714 impiegati), la Franco Tosi (1.600), il comune (383), la Banca di Legnano (345) e la Manifattura di Legnano (335). Nel medesimo anno a Legnano erano presenti 1.650 attività commerciali, tra vendita al dettaglio e all'ingrosso, locali pubblici e ambulanti, che conobbero una nuova fase di crescita dopo il ristagno degli anni settanta.

#### Il XXI secolo
È dell'8 maggio 2000 l'inaugurazione di Tecnocity, una cittadella tecnologica che ha l'obiettivo di favorire un processo di reindustrializzazione del Legnanese grazie allo sfruttamento di fondi europei, statali e regionali. Di grande rilevanza, questa volta in ambito sportivo, è l'organizzazione a Legnano, dal 15 al 20 giugno 2012, della XXV edizione del campionato europeo di scherma. Le gare si sono svolte al PalaBorsani di Castellanza e al castello visconteo di Legnano.